# Neustadt (Estrasburgo)
La Neustadt (literalmente «nueva ciudad»), también conocida como barrio alemán o barrio imperial, es la extensión de la ciudad de Estrasburgo realizada por las autoridades alemanas durante la anexión de Alsacia-Lorena.
Se ubica al norte y al noreste de la Gran Isla de Estrasburgo, el centro histórico de la ciudad. Su construcción, comenzó en los años 1880 y duró hasta el comienzo de la Primera Guerra Mundial, lo que permitió triplicar la superficie de Estrasburgo.
La Neustadt se compone de varios barrios y sectores : la estación y los bulevares, el barrio del Tribunal y de la plaza de Haguenau, el barrio del Contades, la isla Santa Helena, el eje imperial, el barrio de la Orangerie y el sector Selva Negra - Observatorio.
La Neustadt de Estrasburgo es considerada a menudo como el mejor testimonio de la arquitectura y del urbanismo del Imperio alemán junto con, aunque en menor medida, el barrio imperial de Metz. Constituye un conjunto de un tamaño y de una homogeneidad excepcional que ya no existe o casi no existe en Alemania, debido a los bombardeos de la Segunda Guerra Mundial que destruyeron en gran parte los centros urbanos de las ciudades alemanas. Estrasburgo evitó relativamente dichos bombardeos. La Neustadt se caracteriza por la presencia de estilos "neo" (neorrenacimiento, neogótico, neoclásico, neorrománico e incluso neobizantino) así como del estilo modernista («Jugendstil»).

## Historia

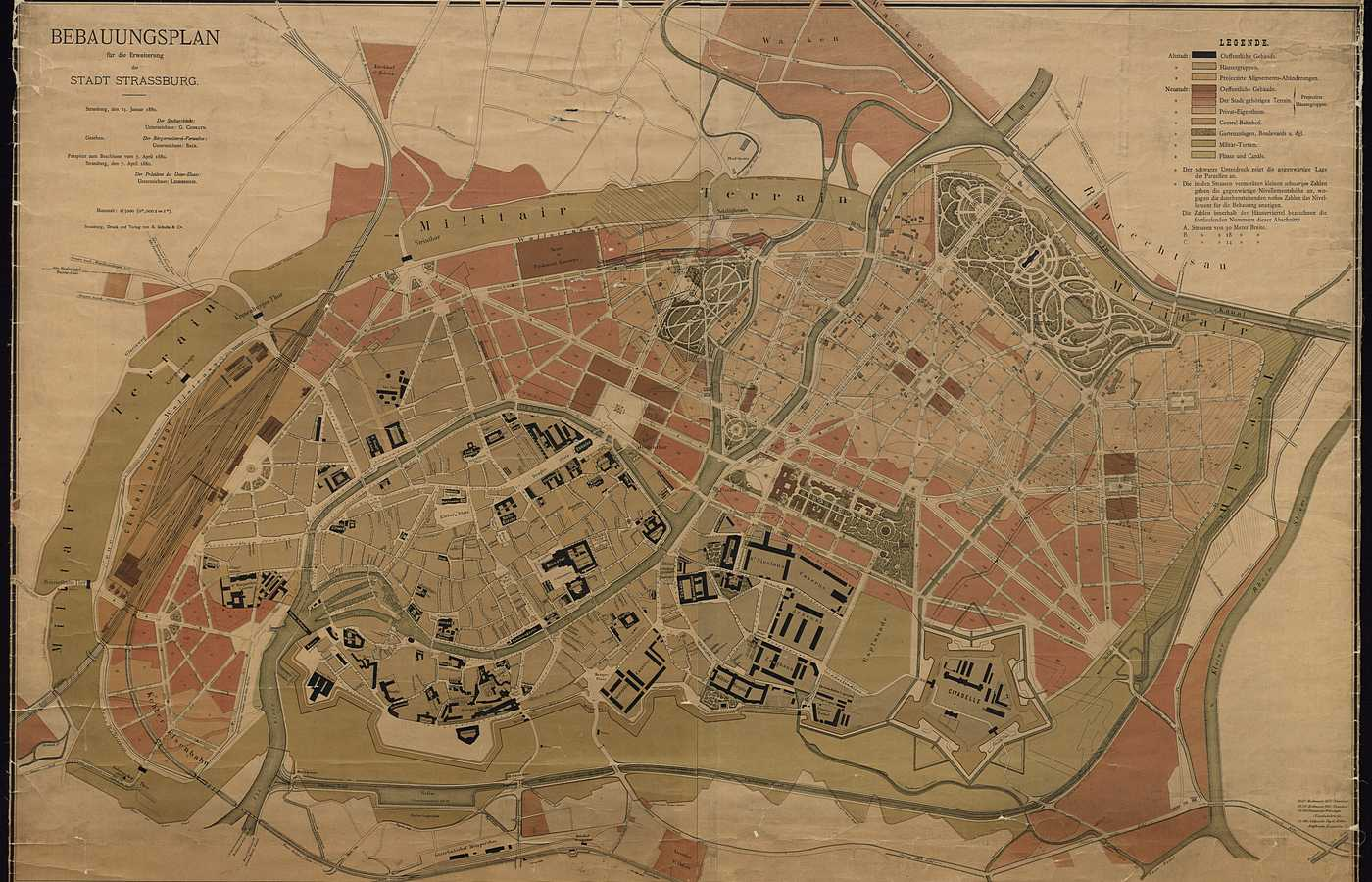
Plano de urbanismo del arquitecto Conrath, 1880.

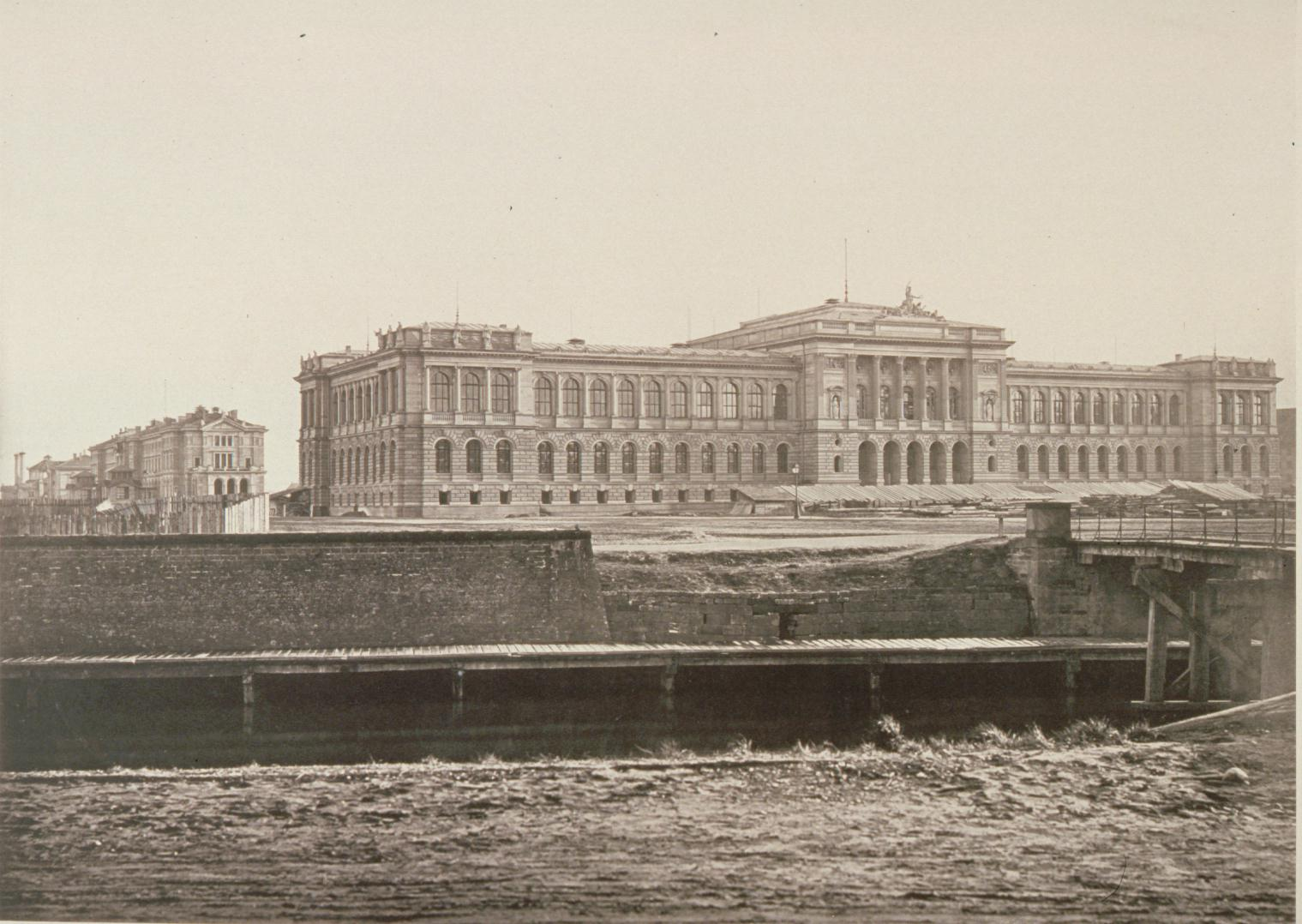
El palacio universitario en construcción.

Como consecuencia del tratado de Fráncort de 1871, Estrasburgo fue anexionada al Imperio alemán como el resto de Alsacia y la Mosela. La ciudad es declarada capital del «Reichsland Elsaß-Lothringen», y por lo tanto debe dotarse de nuevas infraestructuras para albergar las instituciones y administraciones de gobierno. En esta época, la ciudad está todavía amurallada y no ha aumentado su superficie desde el XV siglo.
La voluntad de acondicionar una « nueva ciudad » responde pues a dos objetivos principales : dejar constancia material del nuevo poder imperial y hacer de la ciudad un escaparate del savoir-faire alemán, pero también alojar los nuevos habitantes (esencialmente alemanes) que llegan a Estrasburgo. La población de la ciudad pasó de 80 000 habitantes en 1870 a 180 000 en 1915.
En 1875, se concreta un perímetro de extensión de 384 hectáreas. El ejército cede 153 hectáreas de terrenos (antiguas murallas y glacis). La extensión se hará hacia el norte del centro histórico con el fin de integrar en la ciudad los parques del Contades y de la Orangerie.
En junio de 1878, se realizó una exposición con el fin de presentar a los ciudadanos la distribución del nuevo barrio. El coste de la extensión, 17 millones de marcos, debía ser saldado por la ciudad en diez anualidades.
Un enorme plan de urbanismo sobre la base de los proyectos realizados por Jean Geoffroy Conrath, arquitecto de la ciudad desde 1854, August Orth, arquitecto berlinés, y Hermann Eggert, futuro arquitecto del palacio de Rin, se adoptó el 7 de abril de 1880.

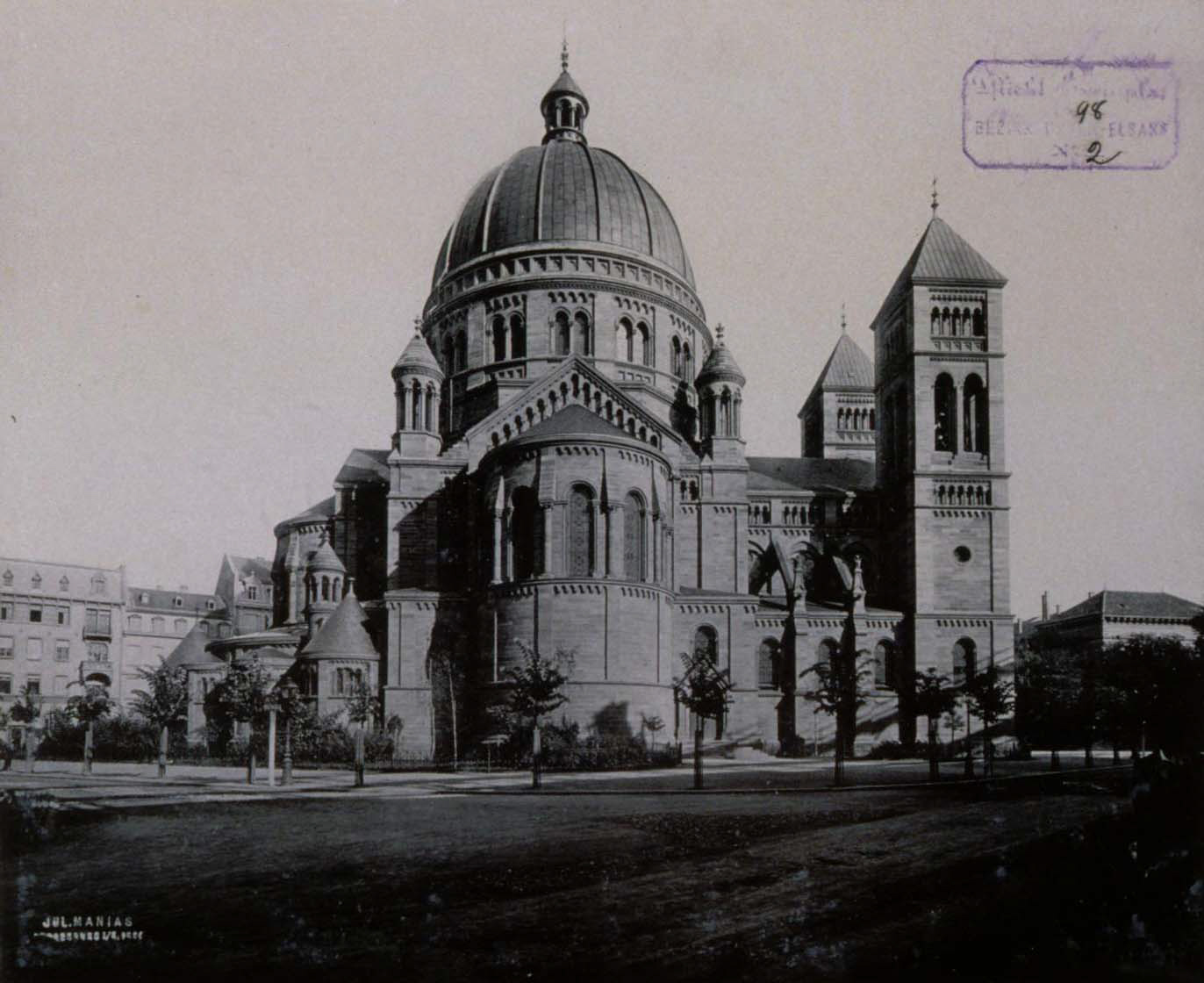
La iglesia San Pedro el Joven católica en 1897.

Los trabajos de construcción de la avenida de los Vosgos («Vogesenstraße») arrancan en abril de 1880. Con la avenida de la Selva Negra, que constituye la prolongación de la avenida de los Vosgos, se conecta la plaza de Haguenau, cercana a la nueva estación, al puente de Rin, tras la petición de las autoridades militares. Posee 30 metros de ancho, y sirve también como lugar de realización de los desfiles militares.
La nueva estación (1878-1883) y la nueva universidad (1879-1884) son las primeras grandes obras de la Neustadt. El palacio imperial y la «Kaiserplatz» (concebida por el arquitecto Johann Carl Ott) serán construidos entre 1883 y 1888.
Las autoridades no quieren que la Neustadt sea un mero barrio residencial o una ciudad dormitorio, sino una verdadera "segunda ciudad" junto al centro histórico. Por ello se instaló la sede de numerosas administraciones van a instalarse y se realizó la construcción de iglesias y escuelas. Los locales destinados a albergar comercios se situaban en la planta baja de las fincas urbanas, se pensó también en la calidad de vida de los ribereños acondicionando varios paseos, así como un palacio de las Fiestas y los baños municipales, esto último debido a la política vanguardista en temas de higiene del Imperio alemán.
El desarrollo de la Neustadt continuará hasta el comienzo de la Primera Guerra Mundial que marcará el fin de los trabajos. Ciertos sectores, sobre todo al este hacia el barrio del Consejo de los XV serán urbanizados más tarde durante la época francesa.

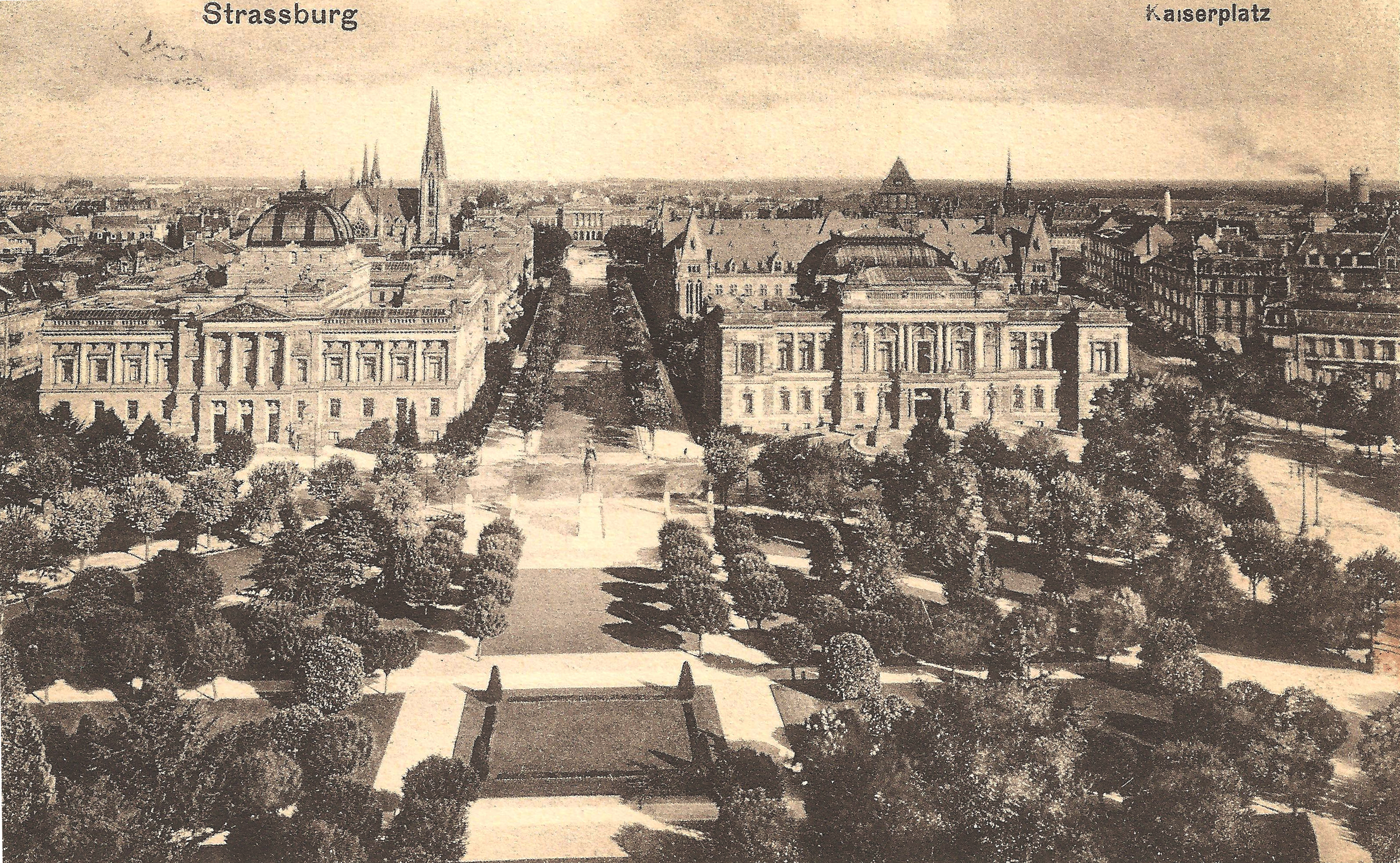
La plaza de la República (Kaiserplatz), a comienzos del siglo XX.

Los estrasburgueses de la época no apreciaban mucho la arquitectura de la Neustadt. Tras la Segunda Guerra Mundial, la Neustadt era asociada al « invasor alemán », la fachada sur de la Casa de Postas fue gravemente deteriorada por un bombardeo y se reconstruyó con un estilo contemporáneo de los años 1950, con el objeto de despreciar al estilo arquitectural de origen. En 1957, se planteó la idea de destruir el palacio de Rin, en el cual se había instalado la Kommandantur (estado mayor alemán) durante la Segunda Guerra Mundial, con el fin de construir un rascacielos para albergar las instalaciones del Consejo de Europa. Gracias a la intervención de Maurice Roche, secretario general de la prefectura del Bajo Rin, el palacio de Rin sigue hoy en pie.
Desde finales de los años 1980 el municipio y los ciudadanos han sabido reconocer del valor que representa este patrimonio. Hoy, numerosas visitas y exposiciones están organizadas en torno al tema de la Neustadt. En 2014, se volvieron a colocar el palacio universitario las estatuas de Argentina (representando Estrasburgo) y de Germania (que representa a Alemania) la cual había sido decapitada en 1918. 
« Les Rendez-vous de la Neustadt » constituyen una serie de visitas, de conferencias, de exposiciones y de animaciones sobre la Neustadt organizados cada año, desde 2012, por el Servicio del Inventario del Patrimonio de Alsacia.
En enero de 2016, la ciudad de Estrasburgo y el ministerio de la Cultura realizaron una petición a la Unesco para ampliar el perímetro inscrito en la lista del patrimonio mundial del Unesco e integrar así una parte de la Neustadt. La candidatura se titula « De la Grande Île à la Neustadt » (Desde la Gran Isla a la Neustadt) y el perímetro propuesto se extiende desde la plaza de Haguenau a la plaza Arnold. La respuesta se conocerá en julio de 2017,.

## Morfología

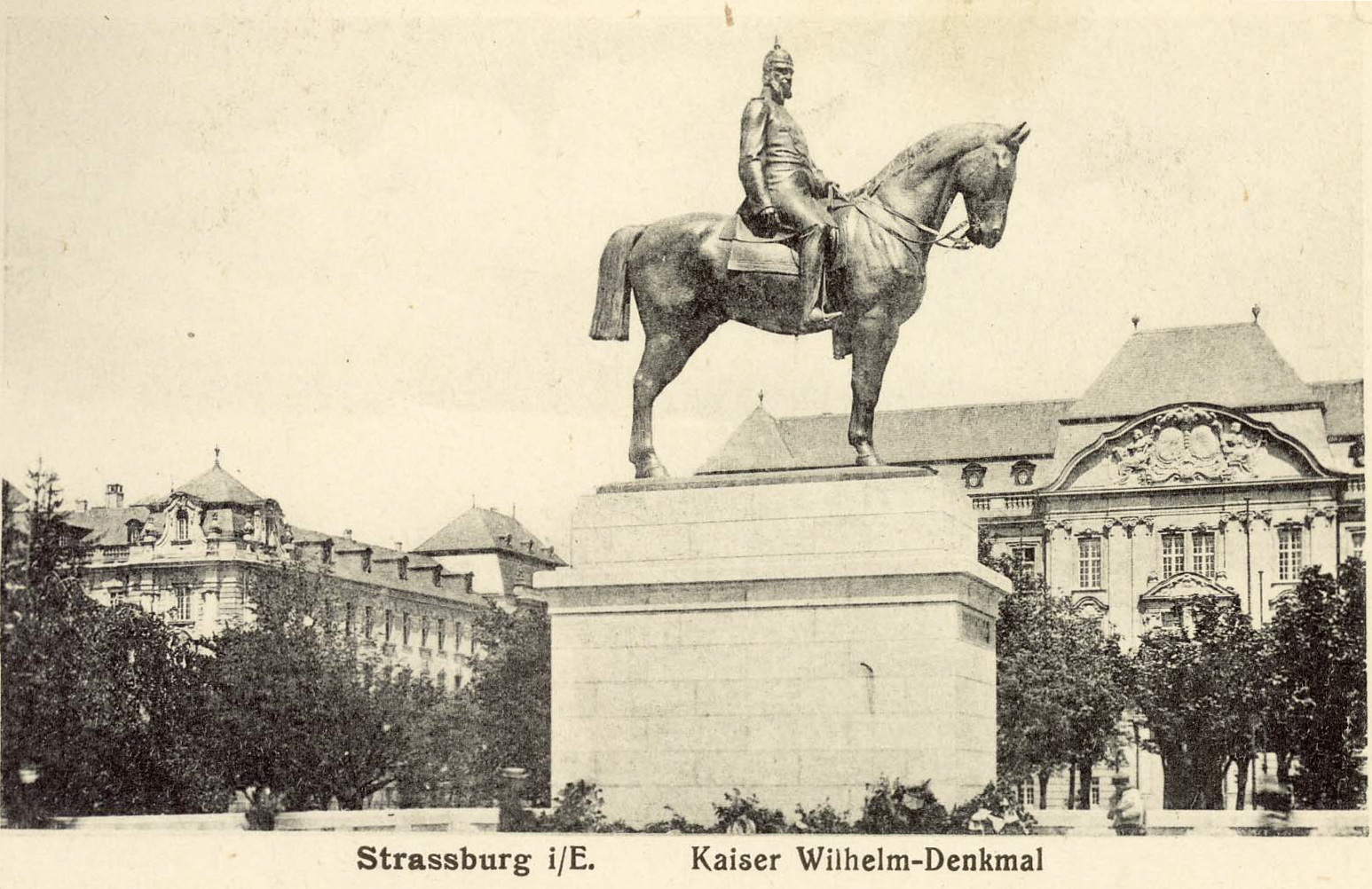
La estatua del Káiser presidiendo el centro de la «Kaiserplatz» (actual plaza de la República).

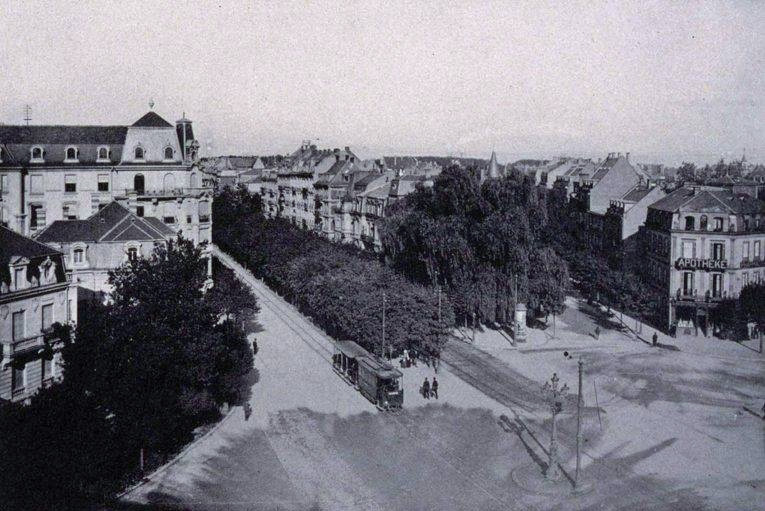
La plaza Brant y el paseo de la Robertsau en 1906.

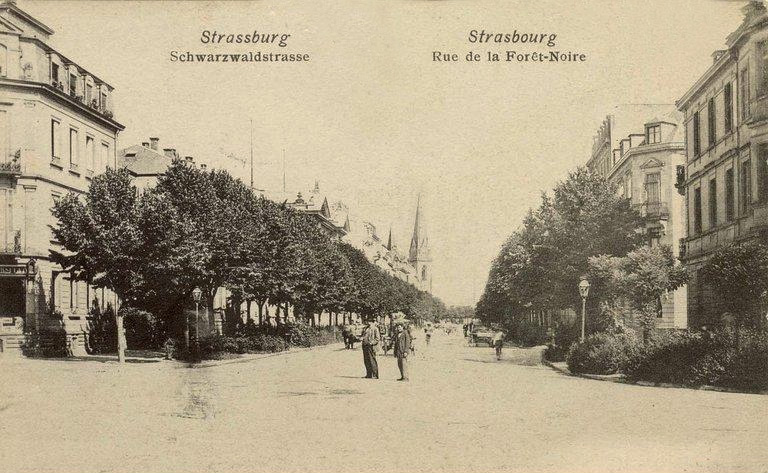
La avenida de la Selva Negra, perspectiva hacia la iglesia San Mauricio

El plano de la Neustadt es, en parte, de tipo haussmaniano pero presenta ciertas peculiaridades. Está rodeada por un cinturón de bulevares, las calles son anchas, a menudo paralelas entre ellas y se cortan perpendicularmente. Las largas avenidas permiten conectar las principales plazas entre ellas que poseen una zona ajardinada en su centro (plaza la República, de la Universidad, de Haguenau, de Burdeos, Arnold). Se da una especial importancia a los espacios verdes como los parques del Contades y de la Orangerie, que antaño se encontraban ubicados fuera de la ciudad, y ahora están integrados a la Neustadt. También se crearon nuevos parques y paseos, que fueron acondicionados como los jardines de la Universidad y el nuevo jardín botánico, y numerosas calles bordeadas también de árboles.
Varios ejes permiten tener grandes imágenes perspectivas, como la avenida de la Libertad (conocido como el eje imperial) que conecta la plaza de la República, símbolo del poder, a la plaza de la Universidad, símbolo del saber, y que constituye el corazón de la Neustadt; las avenidas de los Vosgos y de la Selva Negra terminan y comienzan, respectivamente, bajo la silueta de la iglesia San Mauricio; las calles Joffre, Foch y Goethe van a dar a los rosetones de la iglesia San Pablo; asimismo las calles Santa Odilia y Paul Muller Simonis resaltan la cúpula de la iglesia San Pedro el Joven Católico (1889-1893); y finalmente la avenida de la Paz y la calle Schweighaeuser permiten admirar la catedral.
Con el fin de evitar las inundaciones, el nivel del suelo ha sido elevado de 2 a 3 metros. Esta diferencia de nivel es hoy visible en varios sitios : quai Zorn, bulevar Paul Déroulède, calle de la Schiffmatt.
La plaza de la República y el puente del Teatro forman el vínculo entre la Nueva Ciudad y la Vieja Ciudad (el centro histórico). Esta noción se simboliza también en el cuerpo circular construido (tras la reconstrucción) en la parte trasera de la ópera de Estrasburgo, que sería el punto donde empieza la nueva ciudad. También, frente al lateral occidental de la ópera, y con ocasión de celebrar los 2000 años de Estrasburgo, el artista local Tomi Ungerer construyó la fuente de Jano (1988). Esta fuente entre la plaza Broglie y la plaza de la República posee dos caras, una cara que mira hacia la Vieja Ciudad y otra hacia la Neustadt. Otro punto de unión entre la Neustadt y la Gran Isla se encuentra en el quai Finkmatt ; el palacio de justicia y la iglesia San Pedro el Joven católica están frente al puente de la Fonderie, coronado por cuatro estatuas de leones, que franquean el canal du Faux-Rempart. Sobre la otra orilla, la escuela Schoepflin viene completar esta disposición. Finalmente el puente de Postas permite conectar la avenida de la Marseillaise (donde se encuentra la Casa de Postas) a la calle de los Judíos, una de las principales arterias del centro histórico. La calle des Récollets, que constituye una extensión de la calle de los Judíos, fue ampliada y abierta hacia el claustro del antiguo convento des Récollets y se construyó un inmueble de estilo modernista en la esquina con la calle Brulée. 

### Arquitectura
El estilo arquitectónico de la Neustadt es muy ecléctico, mezclando los diferentes estilos neo con el modernismo, pero aun así consigue conservar una cierta coherencia. Los edificios oficiales, imponentes y monumentales, están construidos con sillares de gres, las fincas urbanas cuentan generalmente con 4 o 5 alturas y se componen de una planta baja de sillería, de una fachada a menudo de ladrillos y de balcones de hierro forjado. Estos inmuebles eran los únicos de Estrasburgo que disponían de todas las comodidades de la vida moderna : agua y gas en todas las plantas (como lo indican las pequeñas placas azules todavía presentes hoy: « Gas in allen Étagen ». Ciertos edificios poseen pequeños jardines delanteros que dan directamente a la calle.
También hay numerosas villas, en particular en el sector de la isla de Santa Helena cuyas pequeñas calles, curvas y sinuosas, difieren del resto de la Neustadt. Esta disposición particular, contraria a los planes de origen, fue decidida con el fin de crear un barrio "pintoresco", según los principios del arquitecto austríaco Camillo Sitte, compuesto de villas y de jardines. 
La Neustadt ya contaba con alojamientos sociales, adelantándose a su tiempo, sobre todo en la calle du Fossé des Treize, al este de la avenida de la Selva Negra, la ciudad Spach y el «Katholischer Bahnhof».

## Edificios principales

### Eje imperial
- Plaza de la República, antigua «Kaiserplatz» (plaza imperial):
  - Palacio de Rin, antiguo palacio imperial;
  - Palacio de la dieta de Alsacia-Lorena - Teatro Nacional de Estrasburgo, antiguo Landtag;
  - Biblioteca nacional y universitaria de Estrasburgo;
  - Prefectura y Tesorería general, antiguos edificios ministeriales de Alsacia-Lorraine;
  - Villa Greiner, Museo Tomi Ungerer.
- Avenida de la Libertad, antigua «Kaiser Wilhelm Strasse» (calle del emperador Guillermo):
  - Hotel de las Postas ;
  - Hotel de las Aduanas.
- Palacio universitario y campus histórico, antigua «Kaiser-Wilhelms-Universität», plaza y calle de la Universidad, calle Goethe.

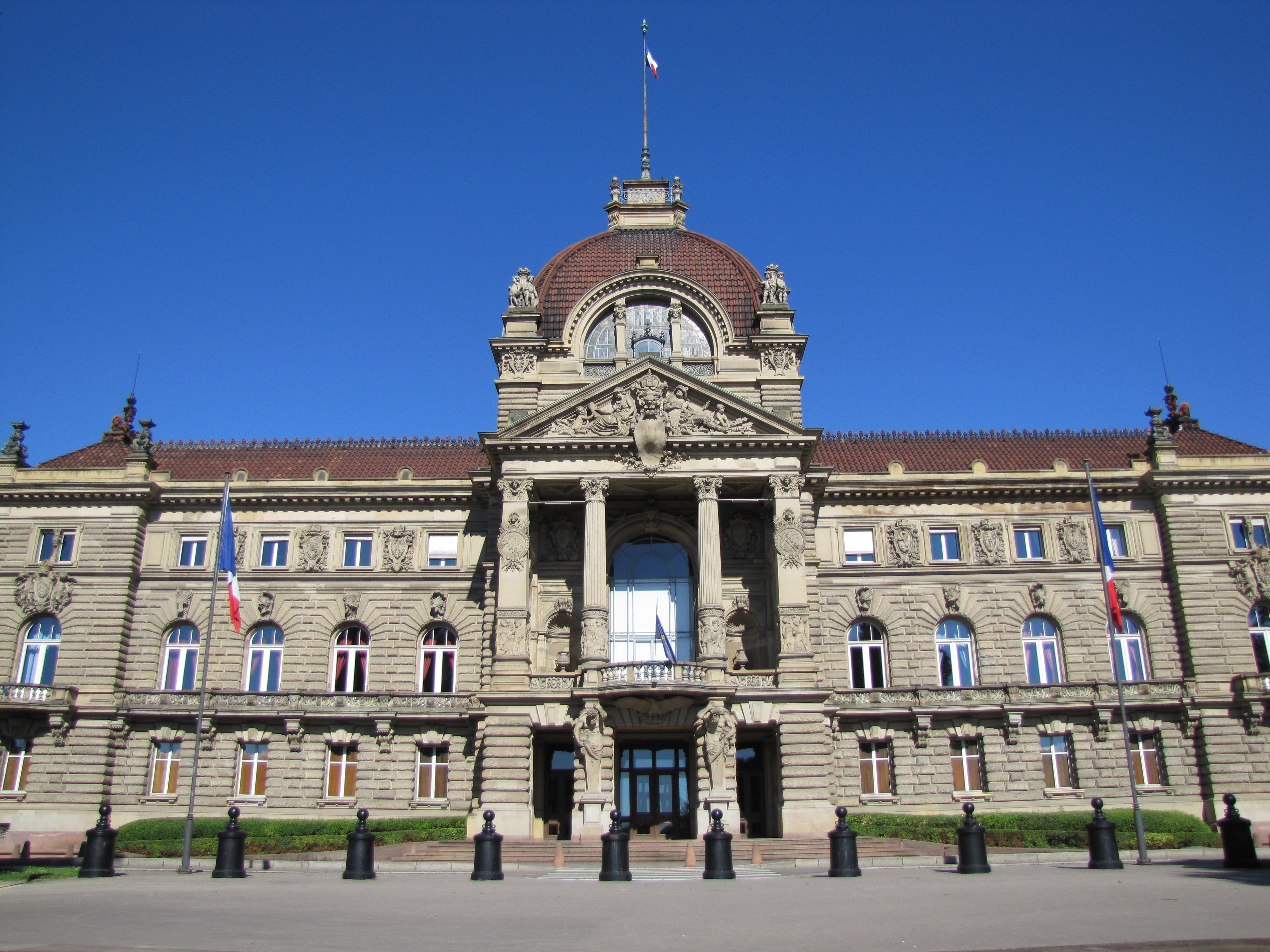
El palacio de Rin
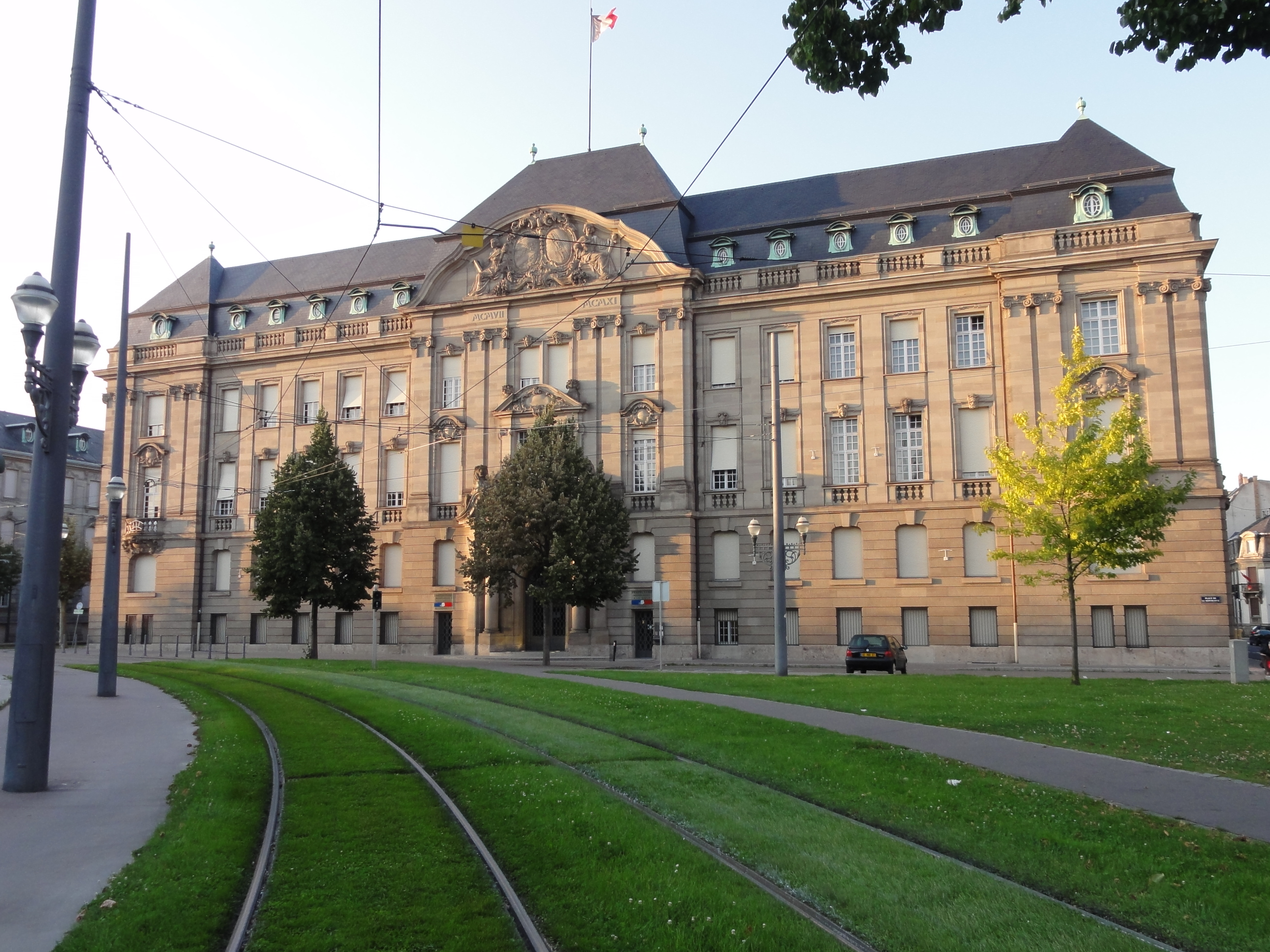
La jefatura
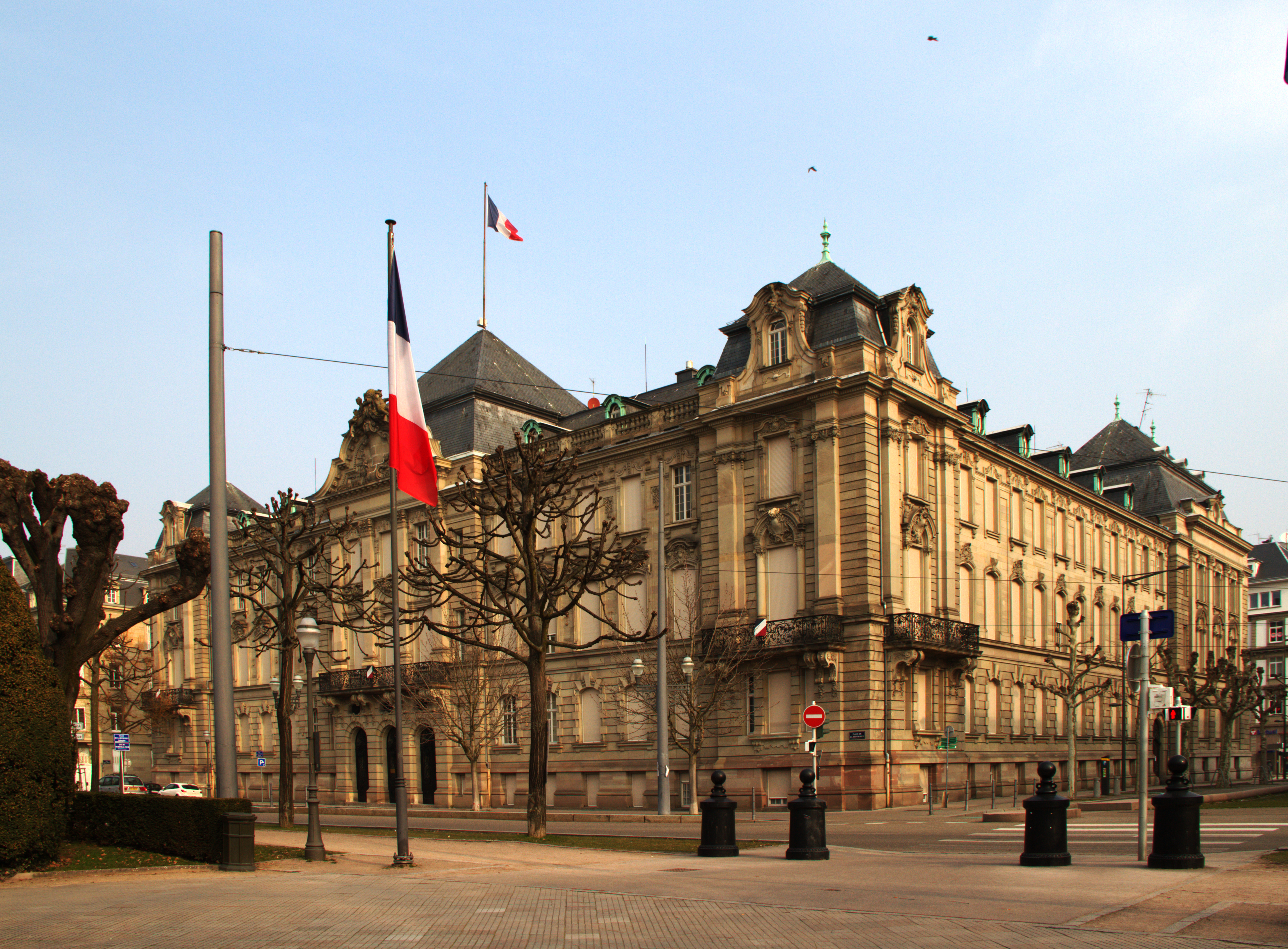
La tesorería general
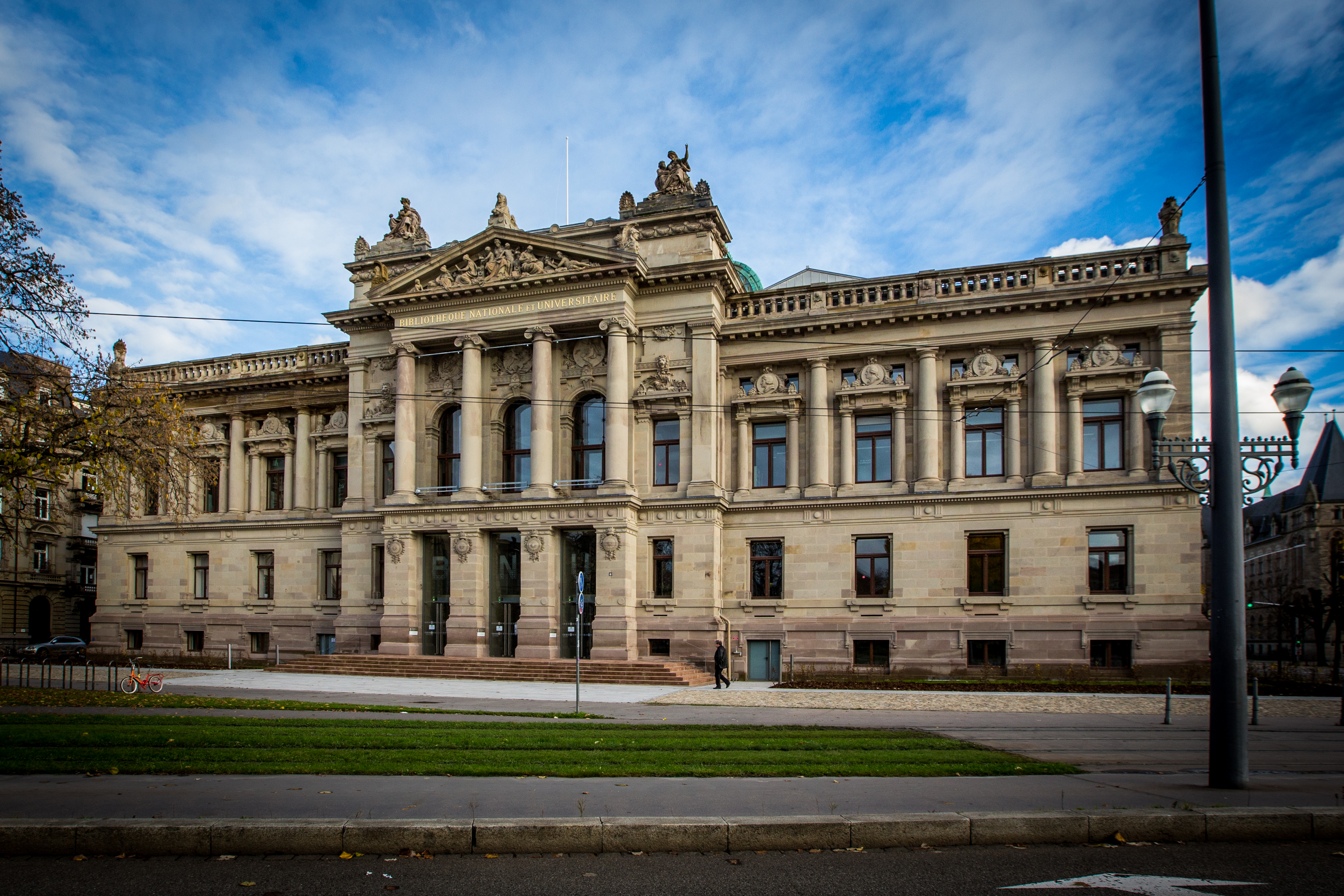
La BNU
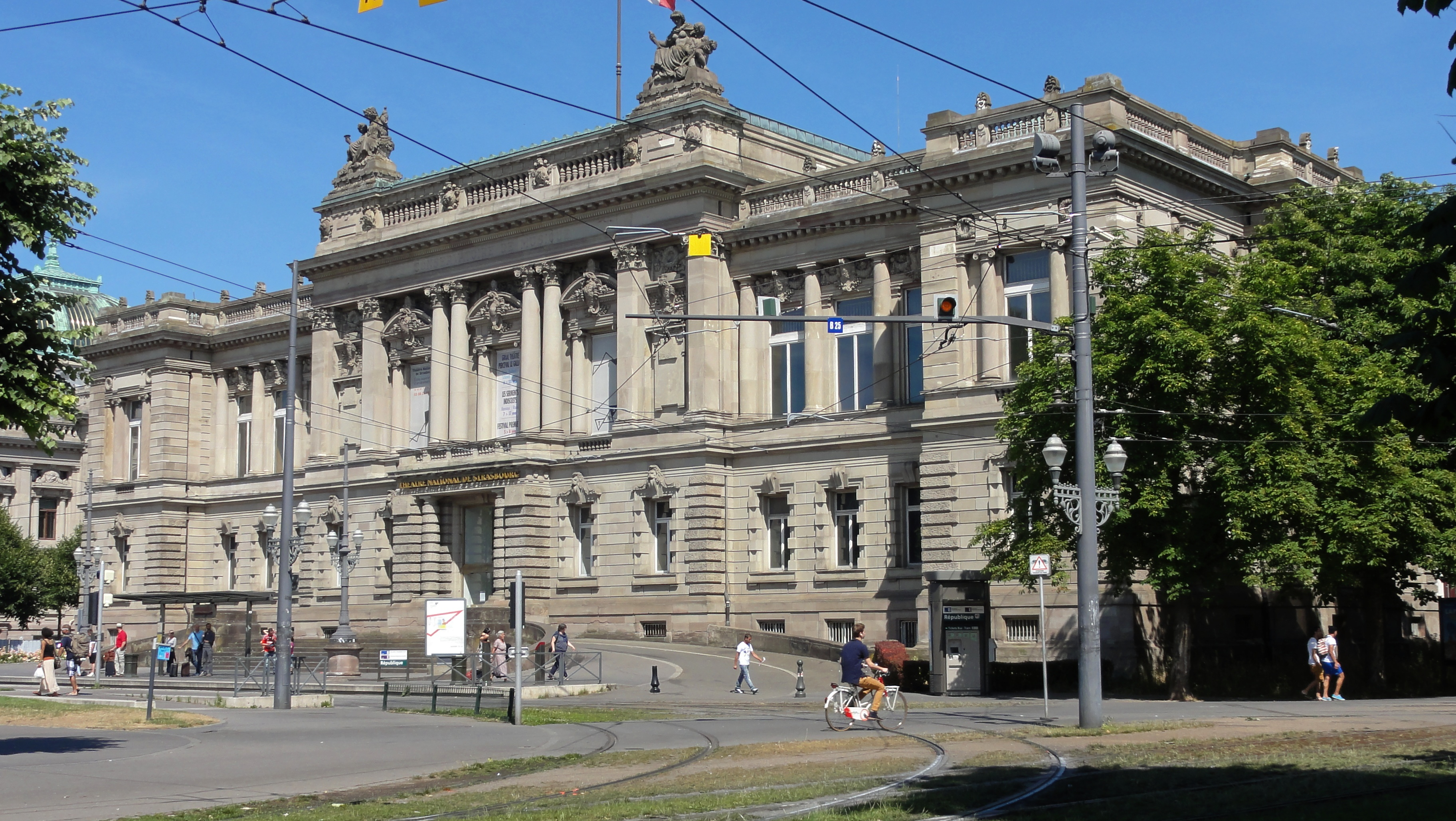
El TNS
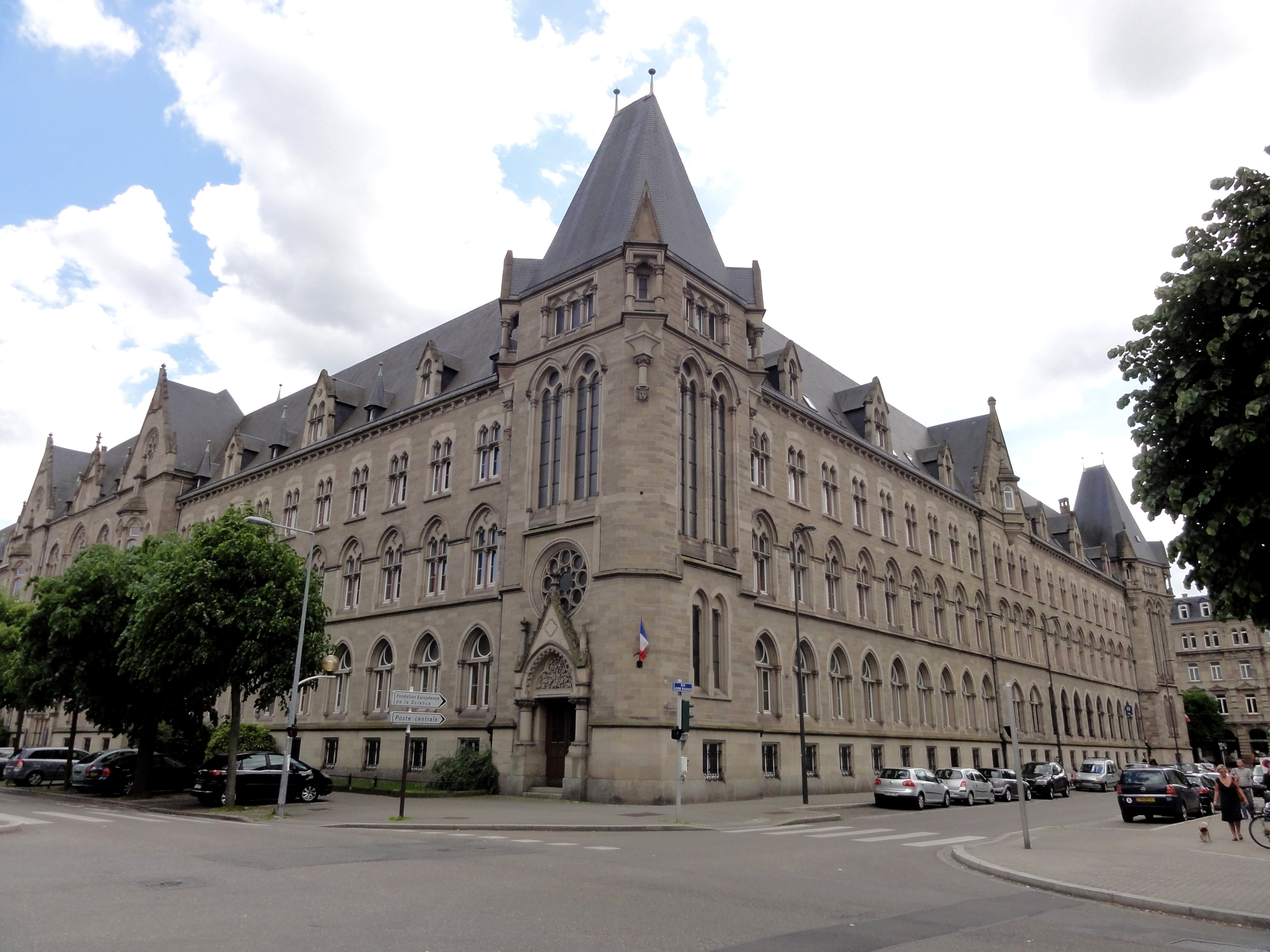
El hotel de las Plazas, fachada avenida de la Libertad
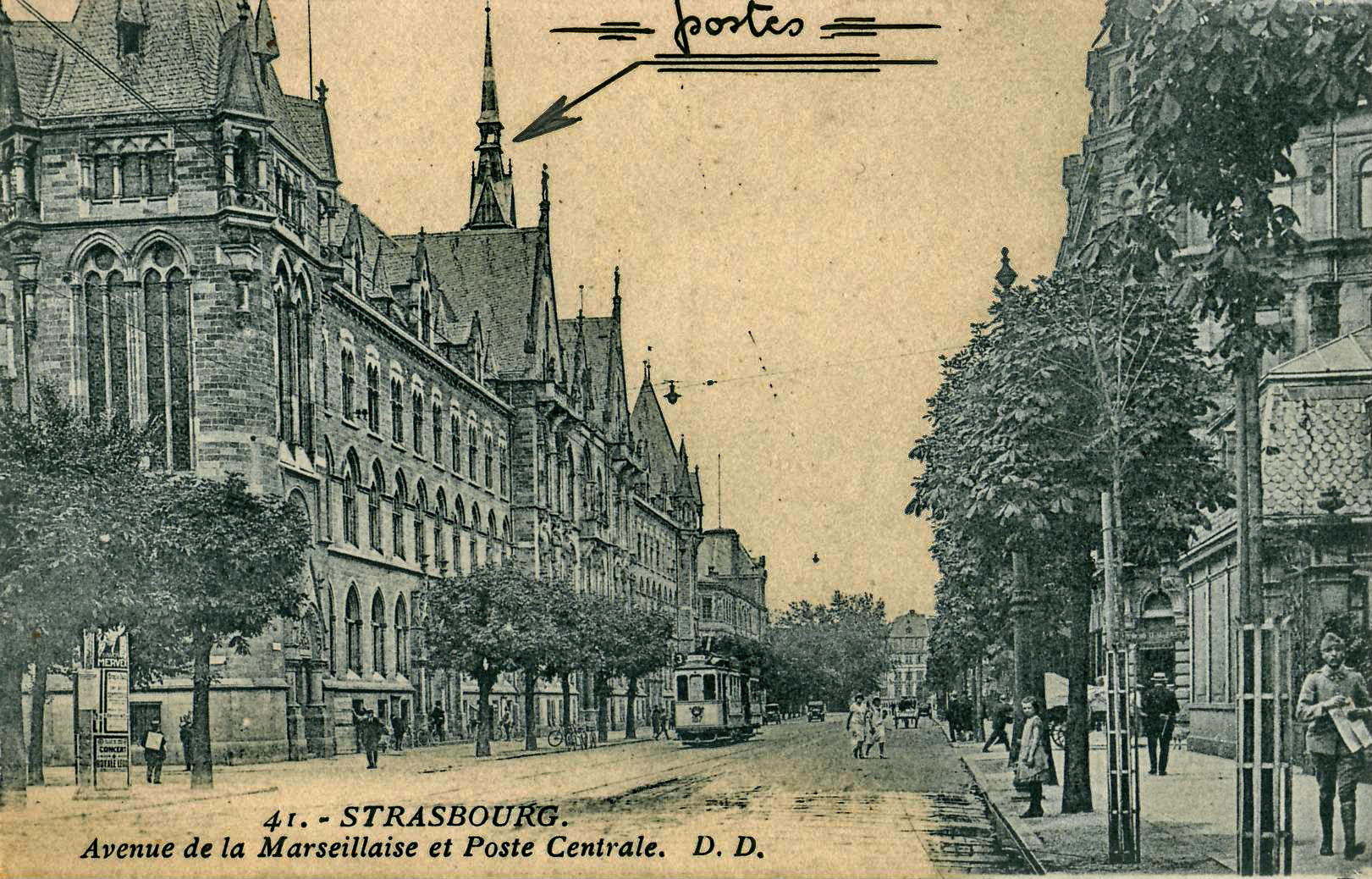
Hotel de las Plazas, fachada avenida de la Marseillaise (c. 1920)
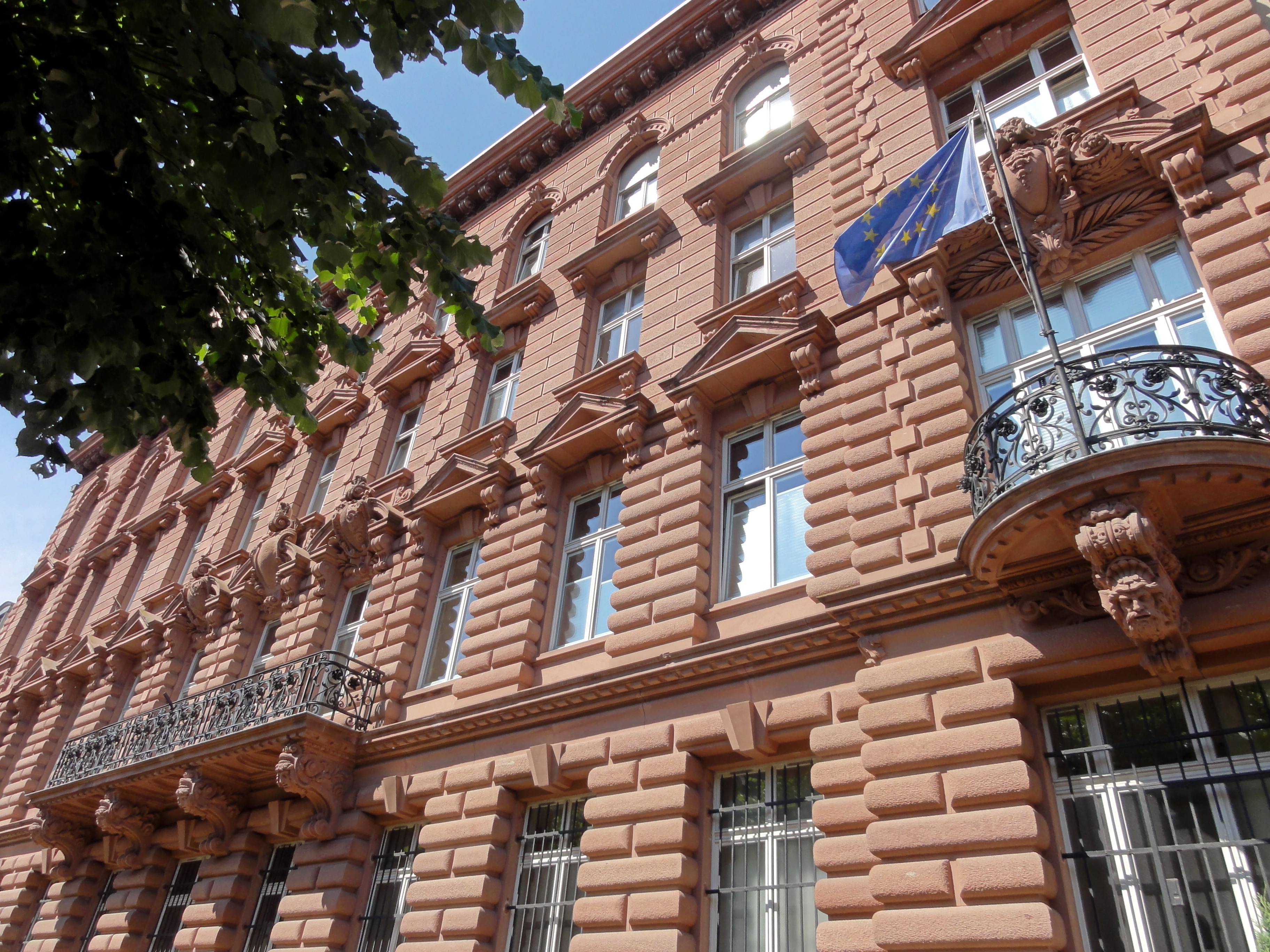
La dirección de las Aduanas
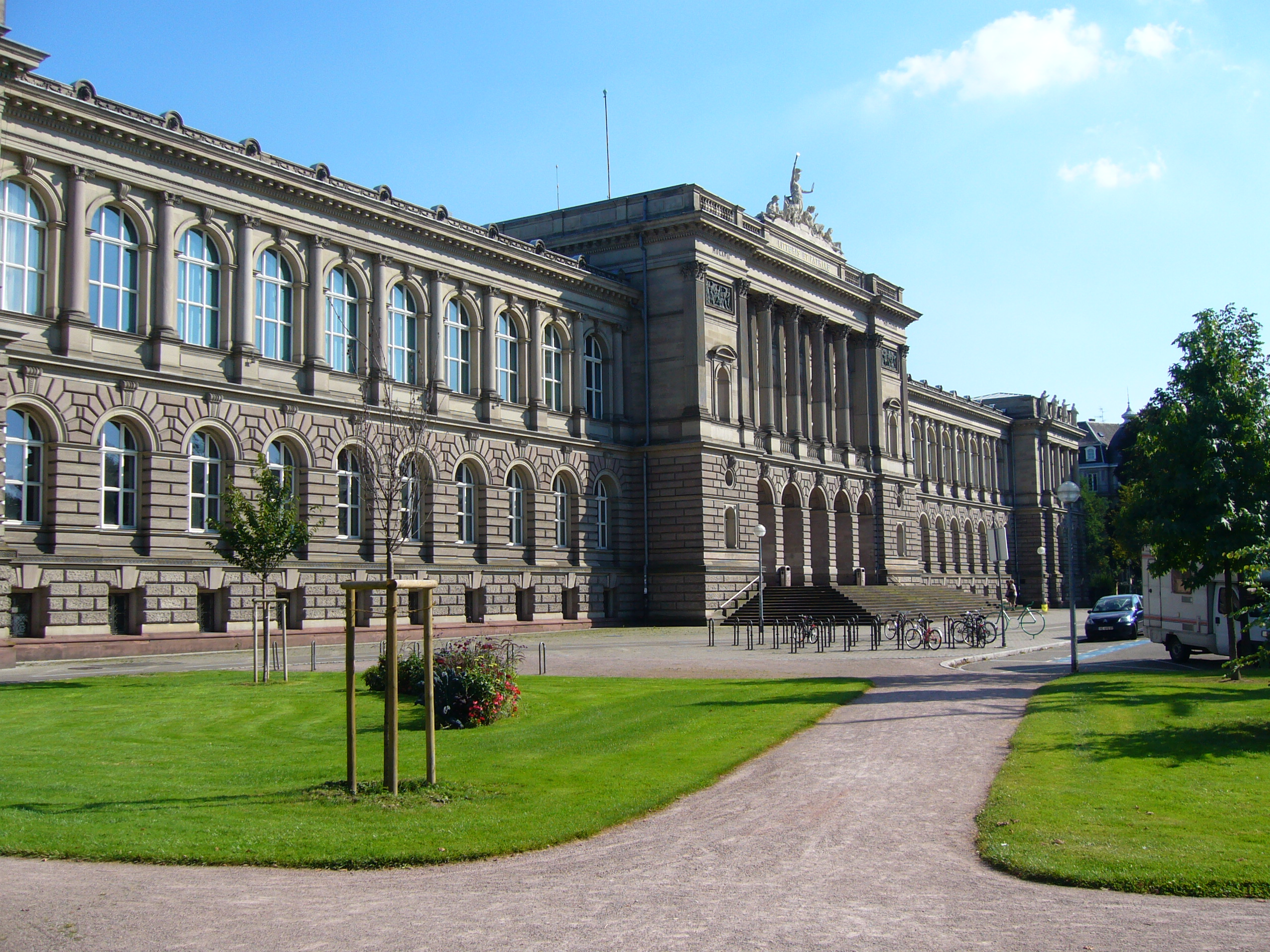
El palacio universitario

### Iglesias
- Iglesia San Pablo, antigua iglesia de guarnición protestante;
- Iglesia San Mauricio, antigua iglesia de guarnición católica;
- Iglesia San Pedro el Joven Católico (Estrasburgo).

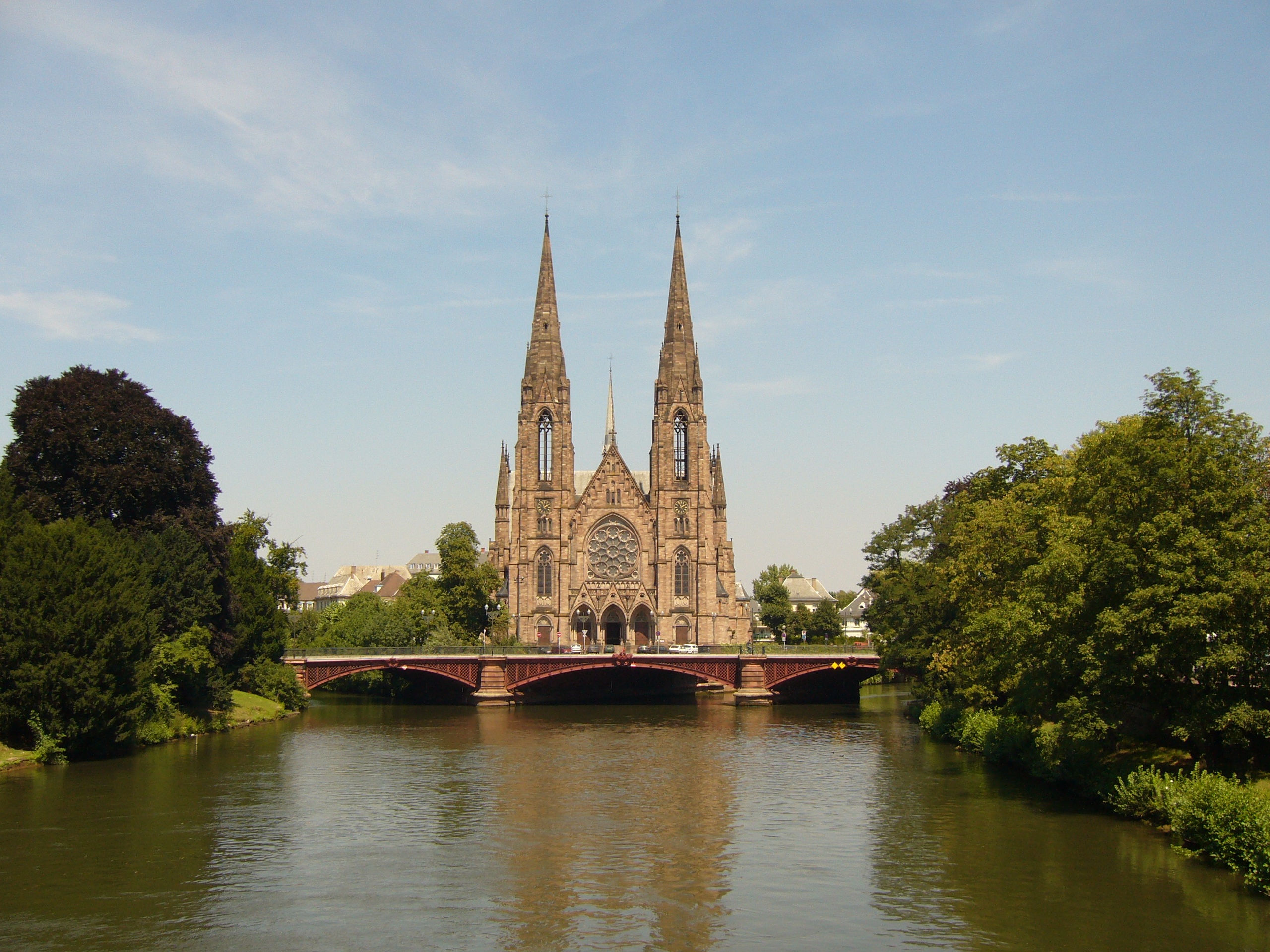
Santo-Paul
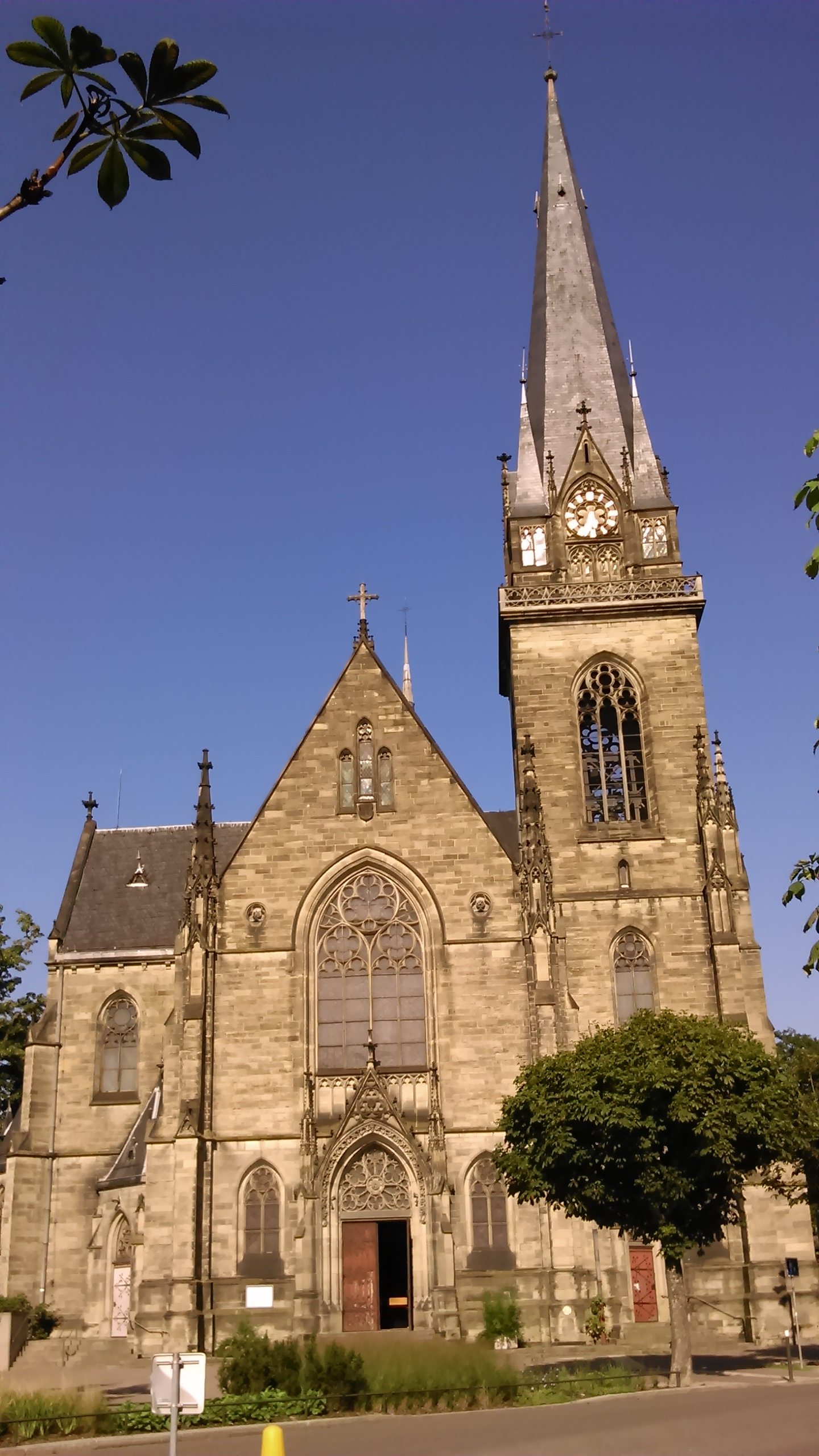
Santo-Maurice
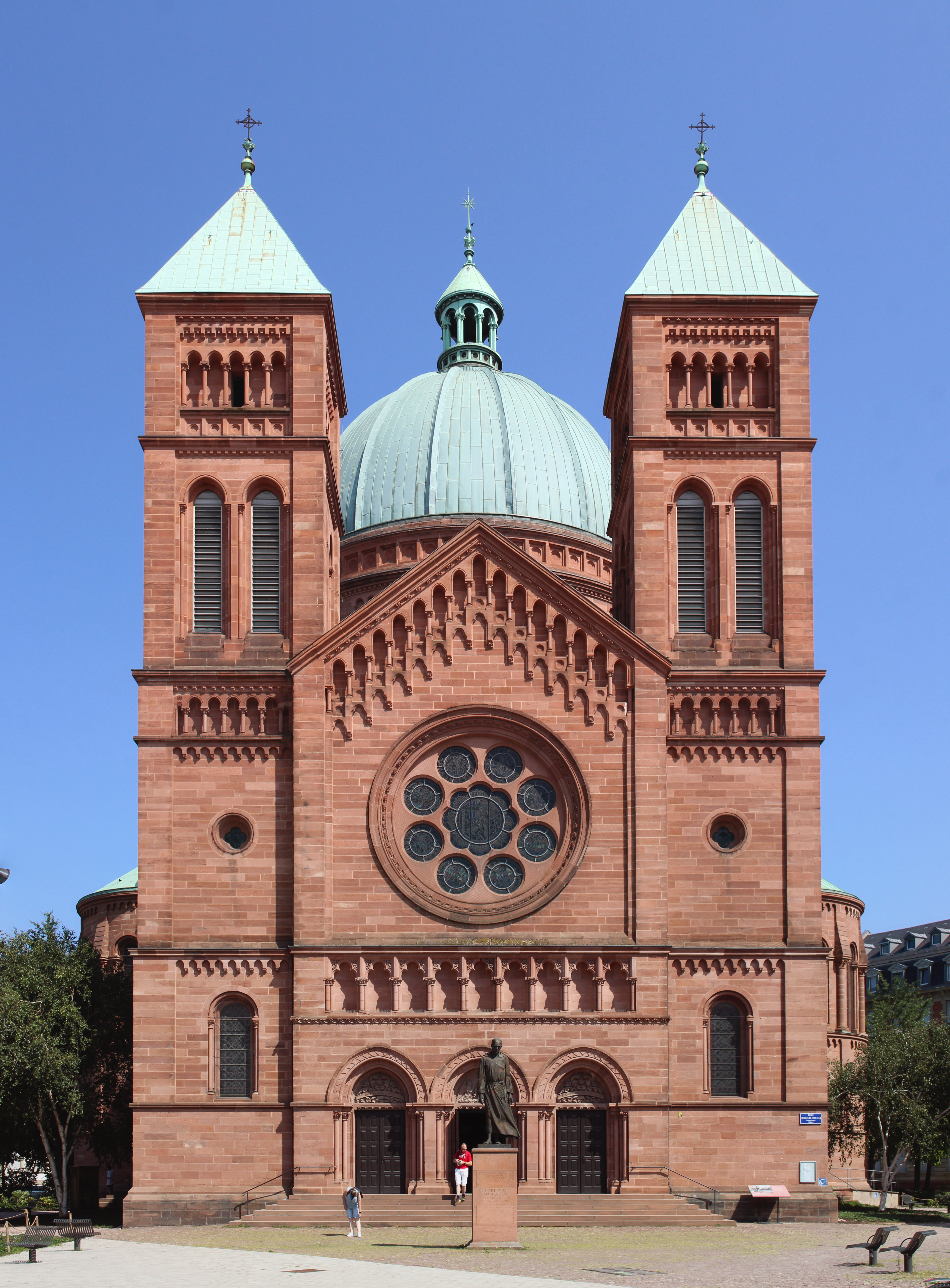
Iglesia San Pedro el Joven Católico (1889-1893)

### Enseñanza
- Inspección académica, 65 avenue de la Fôret-Noire, antiguo «Lehrerseminar» ;
- Rectorado de la Academia - anexo, 27 boulevard du Président Poincaré;
- Liceo René Cassin, 4 rue Schoch, antigua «Technische Schule» ;
- Liceo internacional de los Pontonniers, 1 rue des Pontonniers, antigua «Höhere Töchterschule»;
- Colegio Foch, 30 rue Foch, anciana «Oberrealschule»;
- Institución Notre-Dame de Sion, 8 boulevard de la Dordogne.

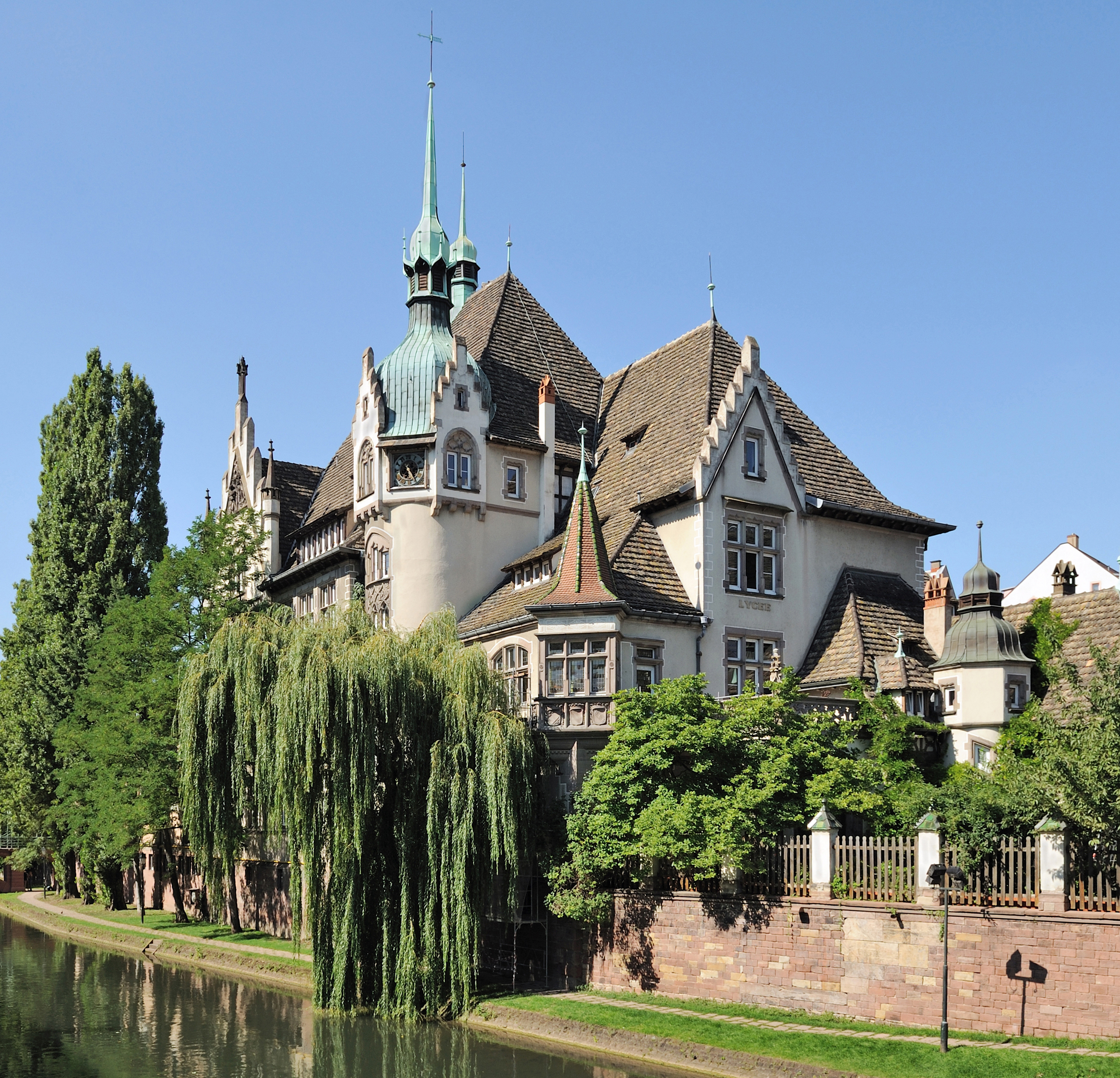
Liceo de los Pontonniers.
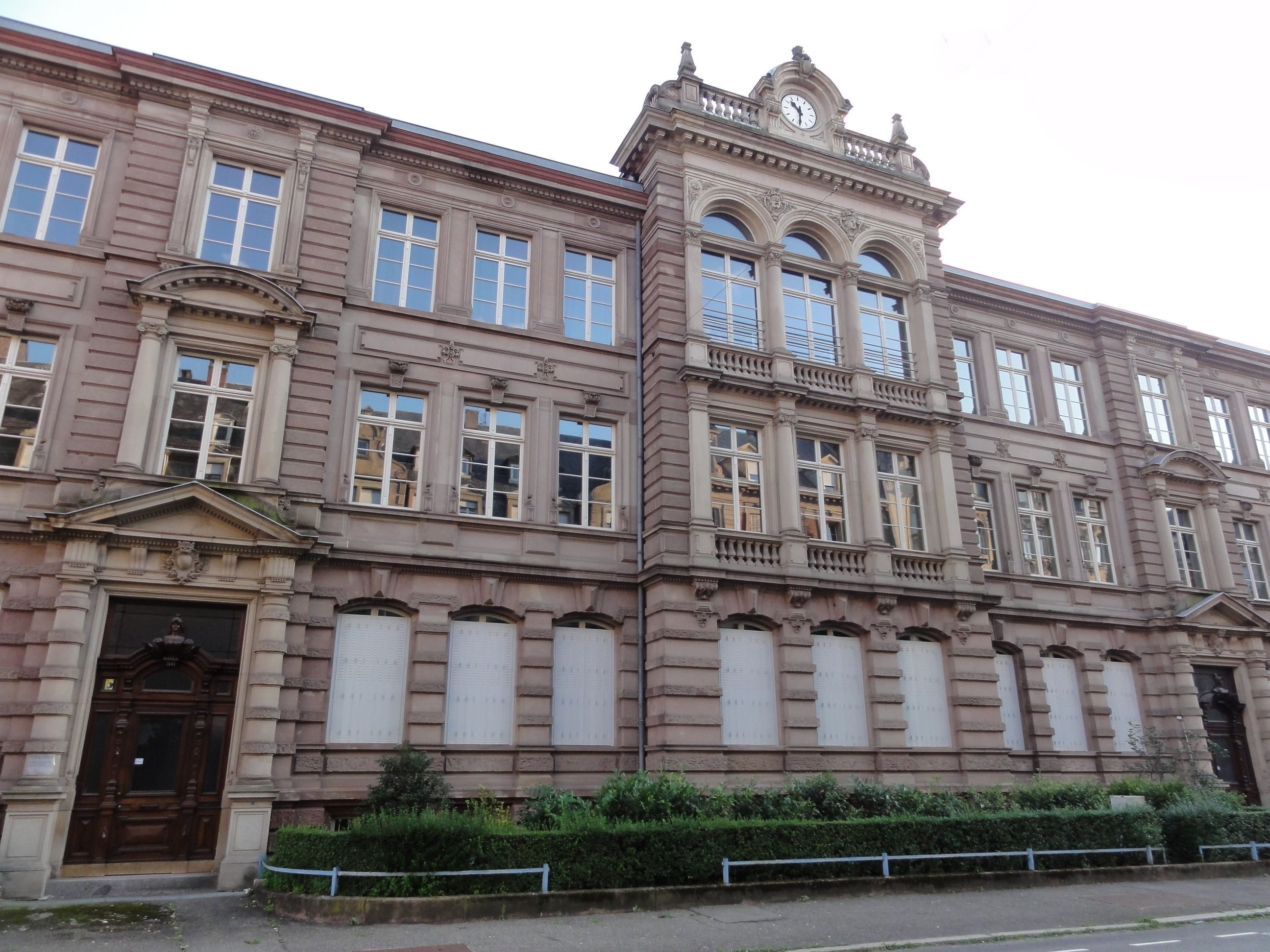
Colegio Foch.

### Salud
- Clínica Adassa, 13 place de Haguenau, antaño «Israelitisches Krankenhaus»;
- Centro Clemenceau, 45 boulevard Clemenceau, antaño «Unfallkrankenhaus»;
- Antigua clínica Bethesda, 1 boulevard Jacques Preiss, «Bethesda-Krankenhaus»;

### Otros edificios importantes
- Observatorio astronómico, rue de l'Observatoire;
- Palacio de justicia, quai Finkmatt ;
- Estación Central, place de la Gare;
- Hotel de los impuestos, 35-37 avenue des Vosges;
- Palacios de las Fiestas, «Sängerhaus», 5 rue Sellénick;
- Antiguos archivo departamentales, 5 rue Fischart ;
- Antiguas caballerizas imperiales, 9 rue du Général Frère;
- Cámara de los Oficios de Alsacia, 34 avenue des Vosges;
- Baños municipales, boulevard de la Victoire;
- Edificio Gallia, boulevard de la Victoire, antigua sede de los seguros Germania ;
- Finca urbana, 26 allée de la Robertsau;
- Palacete, 37 allée de la Robertsau;
- Finca urbana modernista, 56 allée de la Robertsau;
- Villa Schutzenberger, 76 allée de la Robertsau;
- Hotel Brion, 22 rue Sleidan ;
- Finca urbana modernista, 22 rue du Général-de-Castelnau;
- Finca urbana modernista, 46 avenue des Vosges;
- Logia masónica, 11 rue Joffre;
- Casa de Alfred Marzolff, 3 rue des Pontonniers;
- Manoir del Contades, también llamada villa Osterloff, 10 rue des Arquebusiers ;
- Villa Faist, 24 rue Twinger ;
- Villa Stempel, 4 rue Erckmann-Chatrian ;
- Casa egipcia, 10 rue du Général-Rapp ;
- Finca urbana modernista, 2 rue Édouard Teutsch esquina boulevard Ohmacht.

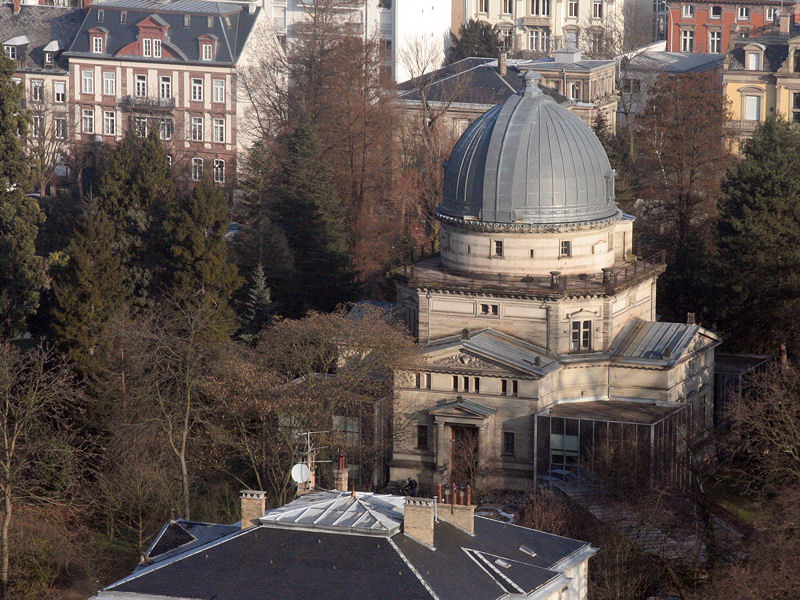
El observatorio astronómico
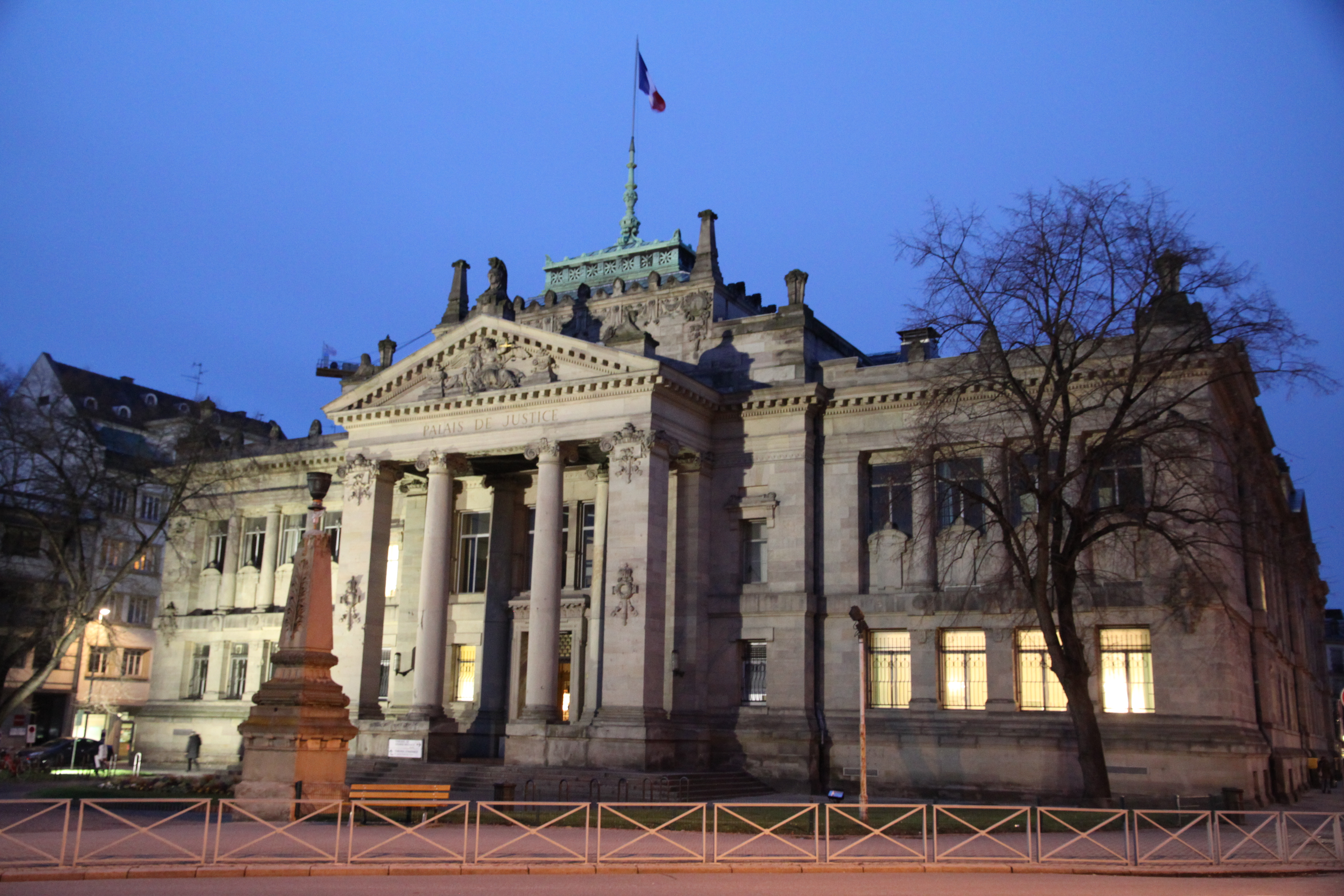
El palacio de Justicia
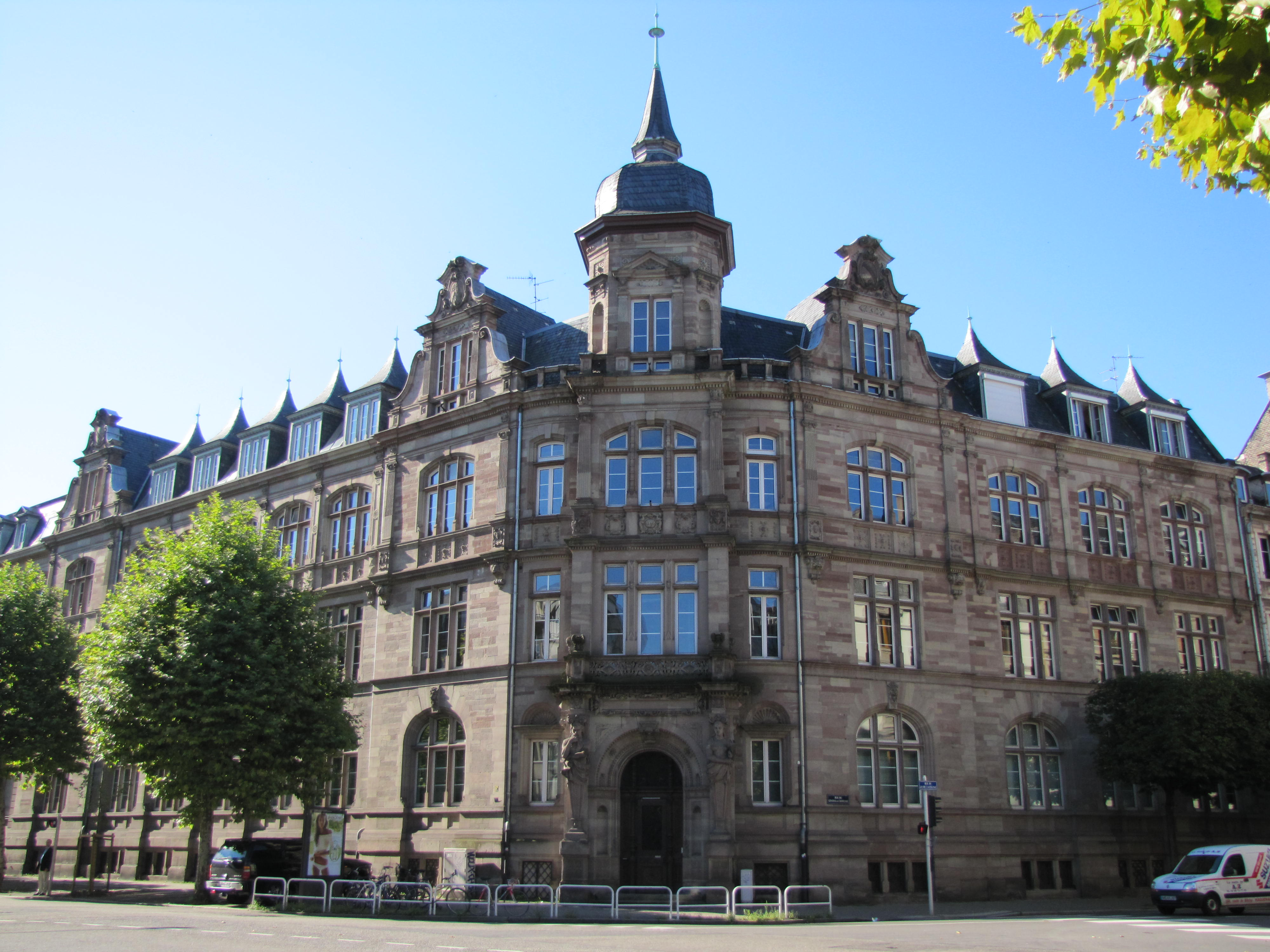
El hotel de los impuestos
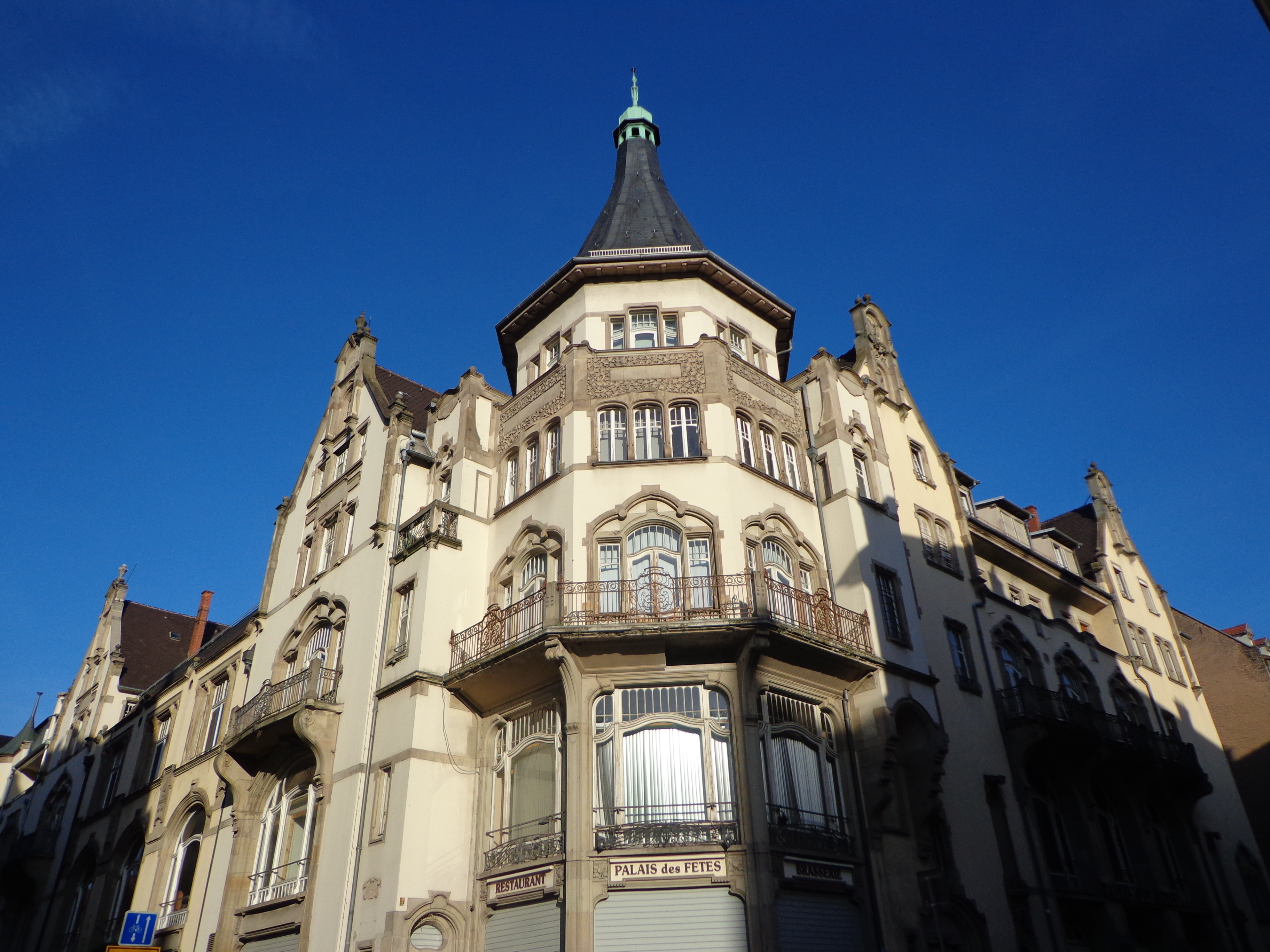
El palacio de las Fiestas
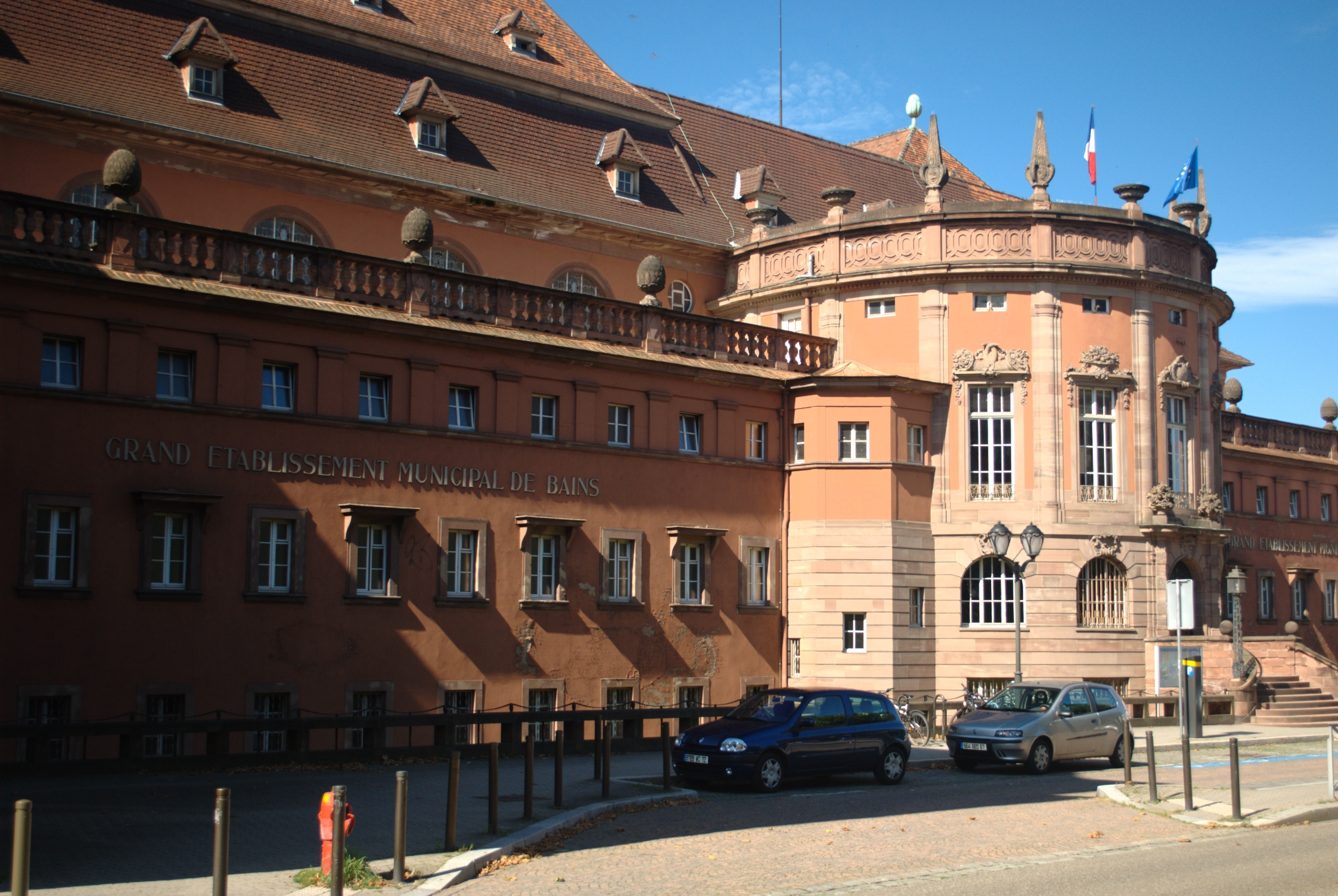
Los baños municipales
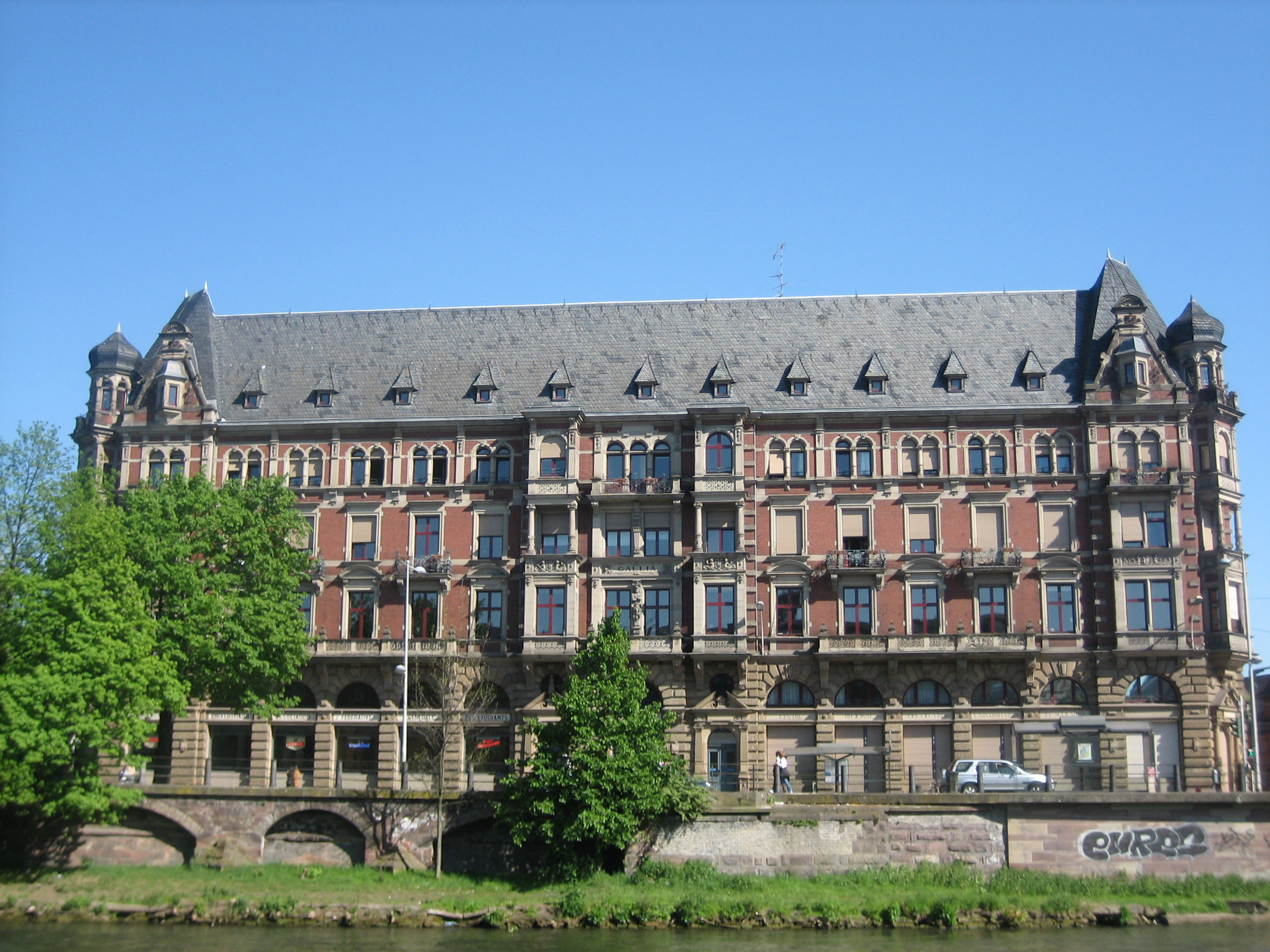
La Gallia

### Cuarteles
Numerosos cuarteles fueron construidos dentro de la Neustadt. Éstos representan un importante testimonio de la arquitectura militar prusiana con grandes edificios de ladrillos rojos y amarillos (también se encuentran este tipo de cuarteles en las demás ciudades de guarnición del Reichsland como en Colmar, Haguenau, Metz, Sarrebourg o incluso en Dieuze). En 1895, la guarnición estrasburguesa cuenta con 15 493 militares. 
- Cuartel Stirn, 37 boulevard Clemenceau, antigua «Manteuffel Kaserne». Construido entre 1884 y 1887,  era el más grande (4 hectáreas) y moderno de la ciudad. Podía acoger hasta tres batallones de infantería, y era sobre todo el primer cuartel en respetar las normas higienistas;[4]
- Cuartel Turenne, 42-44 rue Lauth, antigua «Illthor Kaserne». Construido en 1888, estaba destinado a la infantería y albergaba también la lavandería y la panadería de la guarnición;
- Cuartel Lecourbe, 1 rue d'Ostende y rue du Général Picquart, antiguo «Tren Kasernement» construido en 1892 ;
- Cuartel Sénarmont, rue du Nideck, antiguo «Fuss-Artillerie Kaserne». Construido en 1899, toma el nombre de «Werder Kaserne» en 1902 ;
- Antigua Manutención, «Proviantamt», avenue de la Forêt-Noire. Construidos entre 1888 y 1892, los edificios fueron renovados en 1999 y acogen hoy el Polo europeo de gestión y de economía ;
- Cuartel Ganeval, rue de Molsheim, antiguo «St Margarethen Kaserne». El convento Santa Margarita, fundado en 1270, se transforma en un hospital militar en 1800 y después un cuartel de infantería a partir de 1832. Ubicada en los confines de la Neustadt, el cuartel fue agrandado y modernizado en 1875.[5] No queda hoy más que un solo edificio del cuartel de origen. Este está compartido entre la Gendarmería nacional y los Compañeros del Deber. Los demás edificios han sido destruidos para permitir la construcción de alojamientos, despachos y talleres para la Gendarmería.

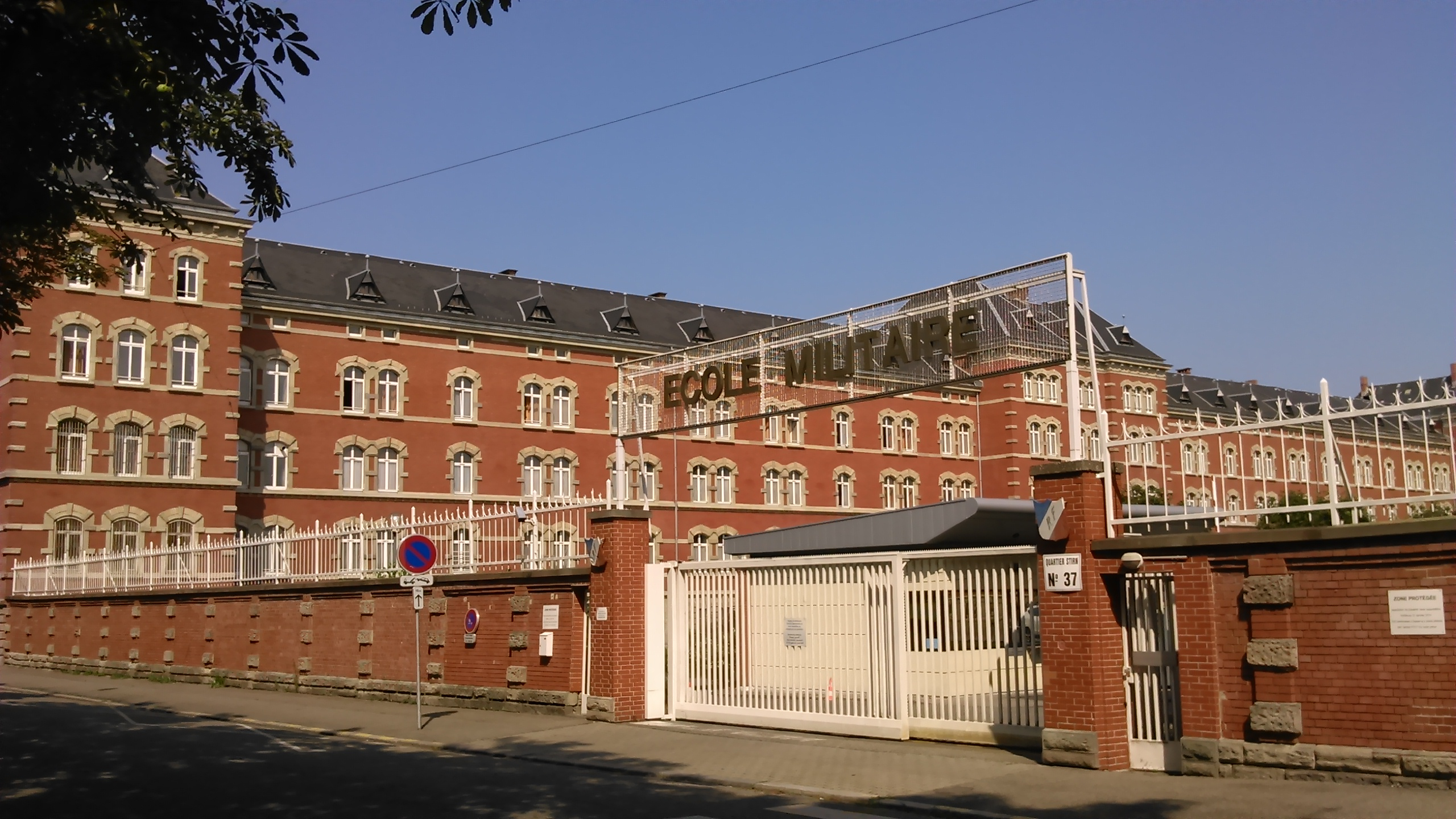
Barrio Stirn, entrada principal.
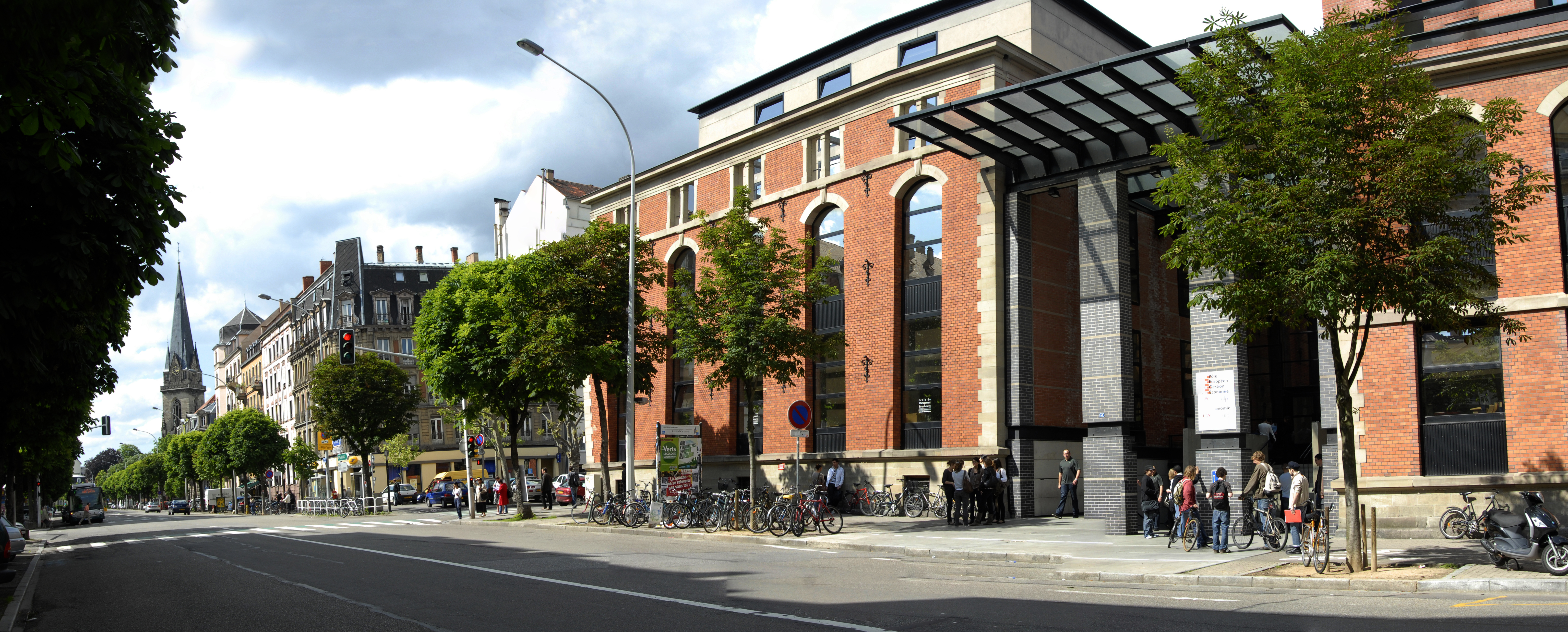
Antigua Manutención.
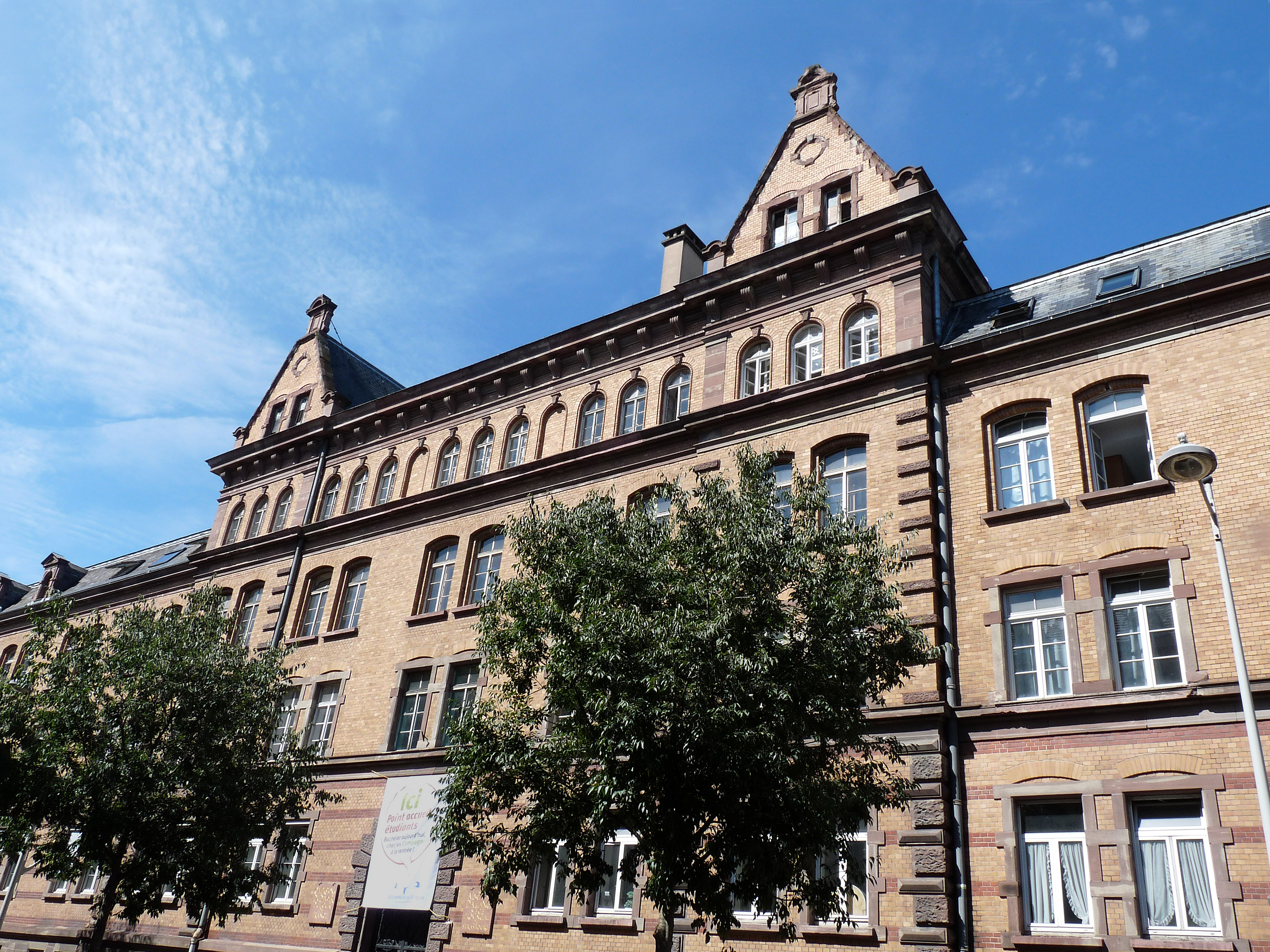
Edificio del antiguo cuartel Ganeval, ocupado por los Compañeros del Deber.

Otros cuarteles fueron también construidos fuera de la Neustadt, principalmente en el barrio del Neuhof.  Se trata de los cuarteles Lizé y Lyautey, antiguamente «Neue Feldartilleriekaserne», y el cuartel Aubert de Vincelles, antiguo «Flieger Bataillon Nr.4 Kaserne».

### Nota
Otros edificios, de un estilo a menudo característico, fueron realizados durante el mismo periodo como la capitanía del Puerto del Rin, la nueva estación de mercancías o el colegio de la Robertsau pero estos últimos se encuentran en periferia de la Neustadt (o incluso completamente fuera de ésta) y no formaban parte del plan de extensión original.
La Neustadt cuenta igualmente con algunas construcciones art déco de los años 1930 (sector Contades, ángulo avenida de los Vosgos y calle Oberlin).
El edificio neoclásico de la institución Santa Clotilde, rue de Verdun, fue construido en 1934.
La Gran sinagoga de la Paz fue erigida entre la avenida de la Paz y el parque du Contades entre 1954 y 1958.

## Anexos

#### Obras
- Collectif, Histoire de Strasbourg, Strasbourg, Privat/DNA, 1987, 528 p. . ISBN 2-7089-4726-5. Falta el |título= (ayuda)

- Collectif, Strasbourg : Urbanisme et architecture des origines à nos jours, Strasbourg, Oberlin/Gérard Klopp/Difal, 1996, 297 p. . ISBN 2-85369-164-0. Falta el |título= (ayuda)

- Suzanne Braun et Jacques Hampé, Églises de Strasbourg, Strasbourg, . ISBN 2-7089-4726-5. Falta el |título= (ayuda), . ISBN 2-7089-4726-5. Falta el |título= (ayuda), 220 p. . ISBN 2-7089-4726-5. Falta el |título= (ayuda)

- Philippe Burtscher et François Hoff, Les fortifications allemandes d'Alsace-Lorraine : 1870-1918, Paris, Histoire et Collections, 2009, 66 p. . ISBN 2-85369-164-0. Falta el |título= (ayuda)

- René Descombes, L'eau dans la ville : Des métiers et des hommes, Strasbourg, Les Éditions Ronald Hirlé, 1995, 351 p. . ISBN 2-910048-12-8. Falta el |título= (ayuda)

- Rodolphe Reuss, Histoire d'Alsace, Paris, Ancienne librairie Furne, Boivin & Compagnie, éditeurs, 1918, 452 p.

- Régis J. Spiegel, Strasbourg romantique : au siècle des peintres et des voyageurs, Strasbourg, La Nuée Bleue, 2010, 216 p. . ISBN 978-2-7165-0752-3. Falta el |título= (ayuda)

- Dominique Toursel-Harster, Jean-Pierre Beck et Guy Bronner, Dictionnaire des monuments historiques d'Alsace, La Nuée Bleue, 1995, 676 p. . ISBN 2716502501. Dictionnaire des monuments. Falta el |título= (ayuda)

- Collectif, Histoire de Strasbourg, Strasbourg, Privat/DNA, 1987, 528. . ISBN 2-7089-4726-5. Falta el |título= (ayuda)

- Emmy Martzloff, Myriam Niss et Vincent Kauffmann, Strasbourg d'antan à travers la carte postale ancienne, Strasbourg, HC éditions, . ISBN 9782911207334. Falta el |título= (ayuda) (. ISBN 9782911207334. Falta el |título= (ayuda) . ISBN 9782911207334. Falta el |título= (ayuda))

- À la découverte des quartiers de Strasbourg : le cœur de la Neustadt, ville de Strasbourg, mars 2012.